# シュート!
『シュート！』は、大島司による日本のサッカー漫画作品。『週刊少年マガジン』（講談社）にて、1990年36号より2003年24号まで約13年間にわたって連載された。1994年には第18回講談社漫画賞少年部門を受賞している。2019年2月時点で全4部作の累計発行部数が5000万部を突破した。

## 概要
本作は四部編成になっており、それぞれのタイトルは以下のように分けている。
- 第一部「シュート！」[注 2]（連載期間：1990年36号 - 1996年42号）
- 第二部「シュート！ 〜蒼きめぐり逢い〜」（連載期間：1996年44号 - 1997年42号）
- 第三部「シュート！ 〜熱き挑戦〜」（連載期間：1997年48号 - 2000年11号）
- 第四部「シュート！ 〜新たなる伝説〜」（連載期間：2000年15号 - 2003年24号）

主人公は全体を通じて田仲俊彦であるが、第四部ではもう一人の主人公として伊東宏が登場する。舞台となる学校は、第一部・第三部が掛川高校、第二部が掛川西中学校、第四部が掛川高校と九里浜学園高校である。
（主に第一部の）作風としては、先輩に憧れる一人の少年の心理を中心に描いた物となっている。このため、スポーツ界の冷酷さよりも、スポーツを媒体にしたヒューマニティーを描いている。登場人物の特徴として、「裏主人公」が何人かおり、「表主人公」である田仲よりも大きい存在感を発揮することすらある。単行本でのキャッチフレーズは、「俊彦と一美が織りなす、ハツラツ青春サッカー物語。」。
1993年11月7日から1994年12月25日にかけて、フジテレビ系列で『蒼き伝説 シュート！』の題名でアニメ化、1994年3月12日にSMAP主演で実写映画化、冬にはアニメ映画化もされている。
『週刊少年マガジン』2014年28号には、ブラジルW杯編を描いた続編の読み切りが掲載された。
2022年7月から9月まで、オリジナル新作アニメとして「シュート！Goal to the Future」が放映された。

## あらすじ

### 第一部「シュート！」
物語の前年、1年生ばかりの掛川高校サッカー部は藤田東高校を破り、その中心選手で事実上監督も兼ねていた久保嘉晴は、すでに伝説的な扱いを受けていた。
田仲俊彦は、そんな久保に憧れて掛川高校へと進学しサッカー部へ入部、時を同じくして遠藤一美がマネージャーとなる。田仲とともに「掛西中トリオ」と呼ばれていた平松和広と白石健二も掛川高校へと進学していたが、それぞれの事情によりサッカー部には入部しなかった。神谷篤司をはじめとする2年生は「1年生は夏のインターハイ予選に出さない」と宣告すると、不公平に感じた1年生は2年生に紅白戦を挑んだ。戦力差は明らかであったが、平松・白石の途中加入により2年生チーム1点リードの接戦で終盤を迎える。終了直前に掛西中トリオが必殺の「トリプルカウンターアタック」を仕掛けたが、神谷に防がれてそのまま試合を終えた。この結果により実力を認め、1年生の試合起用を約束する。
久保が病気から復帰し、掛川高校は万全な体制でインターハイ予選を迎えた。苦戦もありながら準決勝まで駒を進め、相手は掛川北高校。斉木誠、広瀬清隆、三橋英二郎らの活躍によって掛川高校は苦境に立たされる。久保は自陣ゴール前で守備に徹していたが、突如白石にボールを要求し猛然とドリブル突破を仕掛ける。久保のドリブルを誰も止めることはできず、掛川北のすべての選手をかわして同点ゴールを決めた（後に伝説として語られる「奇跡の11人抜き」「ゴールトゥゴール」）。しかしその瞬間、久保がピッチに崩れ落ちた。その後「トリプルカウンターアタック」により逆転勝利を収めるが、試合終了後に久保が死んだことを告げられる。その久保を欠いたチームは戦力的・精神的に不完全で、決勝戦は藤田東高校に大敗を喫した。
夏のインターハイ終了後、転校生の馬堀圭吾がサッカー部に入部した。馬堀は一時、久保に固執するチームメイトと対立するが、紅白戦によって関係性は修復され、チームとしての団結が生まれる結果となる。冬のインターハイ選手権予選を前に久保の背番号10は田仲に引き継がれた。田仲は10番の重圧に負けて調子を崩したり、久保が自分の目指すべきスタイルと勘違いしてから回るなどするが、一美と神谷の助けにより本来目指すべきスタイルを取り戻している。決勝戦の相手はインターハイと同じ藤田東高校。試合の藤田東優位で進むが、掛西中トリオの活躍で挽回。平松の単独突破で同点、田仲の幻の左で逆転し雪辱を果たした。
全国大会1回戦・埼玉県代表青城南高校に圧勝し、2回戦の相手は北海道代表鶴ヶ崎学園高校。氷室明彦の堅守に阻まれロースコアの接戦となるが、最後は平松のヒールパスを神谷がヘディングであわせる。この決勝点で辛くも勝利する。4回戦の相手は愛知県代表豊川高校。トラブルにより白石を欠いて臨んだこの試合は、互いに点を取り合う展開で終盤を迎えた。終了直前に交代で出場した白石はPKを止め、最後は田仲が決勝点を上げた。準決勝の相手は群馬県代表前山工業高校。田仲とヴィリーが10番を賭けて得点を競い、田仲がハットトリックを達成し、試合も掛川の勝利となった。決勝の相手は東京都代表帝光学園高校。王者帝光相手に延長戦に突入する激戦となり、最後は平松と田仲による「回転軸を2つ持つ幻のシュート」で優勝を決めた。
田仲たちはユース代表合宿に招集を受け、久保によく似たジョージ光岡（光岡丈時）と出会う。紆余曲折ありながら日本代表の柱と認知されていく光岡だったが、最終的には光岡は日本ユースと闘いたいと決意し、ブラジルへの帰国を決める。その後発表されたドイツ遠征メンバーでは、田仲が10番を背負うのであった。ドイツ遠征ではドルトムントユースと対戦。トラブルもあり成り行きで光岡も出場し、田仲や神谷に助言を与える。

### 第二部「シュート！ 〜蒼きめぐり逢い〜」
水木光一の誘いを受けて掛川西中学校へ入学した田仲。入学初日に出会ったのはサッカー部で同じポジションを競う平松和広と、地元では不良として有名な白石健二であった。当初は田仲をライバル視していた平松は、田仲の言葉を受けてパートナーとして意識するようになるが、田仲の小学校時代のパートナー奥山良の激しい嫉妬を受けることとなる。また、白石は担任で監督の大原由実子から入部祝いとしてスパイクを受け取るが…。
臨んだ全国大会県予選・南陽中戦。「三連山」の前に先制を許すが、平松の「ヒールリフト」と「トリプルカウンターアタック」で逆転勝利を収める。見取中戦では奥山と、大原由実子の弟・大原裕と対戦する。均衡した試合展開ながら、田仲は大原の堅牢な守備を打ち抜けず、1点のビハインドで終盤を迎えた。「トリプルカウンターアタック」でチャンスを迎えるが、左足のシュートを苦手とする弱点を知る奥山に右足でのシュートを防がれる。左足でのシュートを戸惑う田仲であったが、意を決して左足でシュートを放ち、強烈なシュートが同点ゴールへと突き刺さる。後の「幻の左」の誕生の瞬間であったが、未成熟な骨格が耐えられず左足を痛めてしまう。試合はそのままPK戦に突入し、最後は田仲のゴールで掛西が勝利を収める。
この試合により田仲の左足の潜在能力に気づいた水木と大原由実子であったが、今はまだそれを本人に告げる時期ではないと判断する。近い将来、それを開花させてくれる人が現れるのを期待して…。

### 第三部「シュート！ 〜熱き挑戦〜」
新1年生を加え、インターハイ制覇を目指す掛川高校サッカー部。しかし、ピッチには田仲と神谷の姿はなかった。主力2人を欠いたチームは毎試合のように苦戦し、怪我によるベンチスタートであった神谷の途中出場により辛くも決勝トーナメントの駒を進めていく。
選手としての壁を感じていた田仲は、スペインを訪れていた。水木光一を頼って訪れるも迷っていたところ、遠藤一美によく似たイザベル・ゴンザレスと、かつてスペインの至宝とまで呼ばれたペドロ・フォルネルと出会う。ペドロは、イザベルの兄マルコ・ゴンザレスとライバル関係にあり、試合中にマルコに大怪我を負わせてしまったことからサッカーを離れていた。ペドロをサッカーに復帰させたいと願うイザベルは、田仲にその想いを吐露する。独自のトレーニングにより、田仲は必殺のドリブルを完成させつつあった。ペドロのチーム復帰を望むかつてのチームメイトの要請を受け田仲は3部リーグのチームと契約するが、それに対抗するようにペドロはライバルクラブと契約し、リーグ最終戦で対決することになる。田仲とペドロの点の取り合いに突入した試合は終盤に田仲の「ファントムドリブル」で勝ち越し、熱意を取り戻したペドロはチームへの復帰を決める。スペインで成果を得た田仲は、チームメイトの待つ日本へと帰国した。
準決勝を迎えた掛川高校、相手は奥山良率いる清水中央高校。未だ田仲を欠いたチームは、怪我を押して出場した神谷の活躍で善戦するも、終盤同点に追いつかれたところで神谷の膝が限界を迎える。神谷はこのタイミングで退くことに不安を感じたが、タイミング良く試合に駆けつけた田仲と交代する。交代で出場した田仲は、「ファントムドリブル」で決勝点をあげる。
決勝の相手は3度藤田東高校。監督には平松和広の父で、かつての名プレーヤー平松修が就任していた。選手としても加納隆次の弟・豪樹、平松修の治療を受けに来日していたマルコ・ゴンザレスと、戦力は大幅に増強されていた。神谷を欠く掛川高校は、高い戦力と神谷を完全コピーした豪樹の前に翻弄される。後半から神谷が投入され試合の流れは一変、豪樹のスタイルを封じて掛川優勢となるが、豪樹が本来のサッカースタイルへと変化させ拮抗した展開となる。同点のまま試合は延長戦に突入、後半戦も終了間際に自陣ゴール前で神谷が単独ドリブルを開始する。次々と藤田東の選手をかわす神谷の姿は、敵味方にかつての「奇跡の11人抜き」を思い起こさせたが、ペナルティーエリア目前にしてDF陣に囲まれてしまう。神谷は田仲にバックパスを送ると田仲は「ファントムドリブル」を開始、マルコまでも抜いて決勝点をあげてハットトリックを達成する。

### 第四部「シュート！ 〜新たなる伝説〜」
掛川高校がインターハイ全国大会出場を決める3ヶ月前、1人の天才レフティの運命が変わろうとしていた。彼の名前は伊東宏、神奈川県の九里浜学園高校に通う2年生である。伊東はチームでも飛びぬけたサッカーセンスとテクニックを持っていたが、左足しか使わない独特のサッカースタイルから出場機会を与えられず、半ば腐っていた。伊東を冷遇した監督が転任すると、新たに就任した監督・大原由実子は伊東の力を見出し、伊東を中心としたチームへを大改革を行う。
しかし、そんな大変化にキャプテンの牧野新平を中心とした一部の選手が反発、大原由実子が弟の大原裕を呼び寄せたことで不満を表面化させるが、その後の紅白戦を通じて大原由実子の手腕を認める。九里浜高校は伊東を中心とした攻撃陣で決勝まで順当に進み、決勝の相手は九里浜を前年まで率いた前沢監督率いる光明商工高校。

## 登場人物
「声」はアニメ版の声優、「学年」は田仲俊彦（トシ）を基準とした学年差（0は同学年）。

### 主役高校

#### 掛川高校
| 6.佐々木 10.田仲 9.平松 7.神谷 11.馬堀 5.大塚 8.新田 3.服部 2.赤堀 4.矢野 1.白石 |

連載開始時点で創立2年目の新設校、サッカー部は久保らによって創部され2年目。「自由なサッカー」を標榜してトータルフットボールを目指し、4-3-3を基本とした攻撃的なサッカーを繰り広げる。逆境に強く、劣勢となった試合で度々逆転勝利を収め、創部2年にして選手権で優勝するなどの偉業から「ミラクルチーム」と呼ばれる。
田仲俊彦（たなか としひこ）
- 声 : 緑川光（次回予告ナレーションも兼任）
- 学年 : 0（基準）
- ポジション : フォワード（センターフォワード）
- 背番号 : 11→10（中学 : 14→10）

本作の主人公。通称「トシ」。掛川市大池出身で、1975年7月22日生まれ。身長172cm、体重60kg。血液型はO型。両親と姉との4人家族。単純かつ純粋な性格で不器用な面を見せるが、思いもしない大胆な言動にも出ることもある。和広と健二とは同じ中学（アニメ版では同じ小学校から）のサッカー仲間であり掛西中トリオとも呼ばれる。ゴールに対する執着心とセンタリングに対する反応は作中でも随一で、頭より高いボールであってもオーバーヘッドやバイシクルでシュートまで持ち込む。作中で平松は田仲をペレのようなスタイルの選手と評した。特に序盤では精神面ではやや弱い面もみられ、特に久保の死後に遺言で10番を受け継ぐと自身の目標を見誤って空回りするなどしたが徐々に成長し、選手権全国大会では前山工業高校戦でのヴィリーとの対決にハットトリックで応じるなど活躍を見せた。2010年W杯の時点ではレアル・マドリードに所属。
元々右足よりも左足の筋力が強く高い潜在能力も秘めていたが、左足ではうまくボールと捉えることができなかったため、田仲本人は左足シュートに苦手意識すら持っていた。「必殺の右」を武器としていた中学時代に周囲には左足の素質に気づく者もいたが、成長期に筋力の強すぎる左足に利き足を変えることによる怪我のリスクなどを理由に本人に伝えられることはなく、本格的に左足の練習を始めたのは高校進学後に久保の指導を受けてからであった。以降は「幻の左」を武器に得点を量産していくが左足を警戒した守備が敷かれる機会が増えたこともあり、シュートを武器としたプレースタイルに壁を感じるようになる。ユース代表ドイツ遠征でジョージ光岡のアドバイスで成長のヒントを掴み、2年生時のインターハイ県予選期間中にスペインへと短期留学し、スペイン2部レアル・アランフェスでデビューするとともに「ファントムドリブル」という必殺ドリブルを生み出した。また、最終盤の九里浜学園高校との決勝戦では徹底マークを受けながらも、軸足となっていたことで強化された「必殺の右」と、久保の遺言でもあった「ゴール前の聖域（サンクチュアリ）」によりチームを連覇へと導いた。こういった経緯から「東洋の大砲（オリエンタル・キャノン）」「ゴール前の聖域を見る男」の異名でも呼ばれる。
平松和広（ひらまつ かずひろ）
- 声 : 菊池正美
- 学年 : 0
- ポジション : フォワード（右ウィング）、ミッドフィールダー
- 背番号 : 9（中学 : 13→7）

1975年4月26日生まれ。身長170cm、体重59kg。血液型はA型。両親との3人家族。予備校の模擬試験で5教科480点を取るなど非常に頭脳明晰で、運動神経も優れており100メートルを10秒8で走る俊足（高校時代）の持ち主。そのためにシュート力もトシたちには劣るものの高校界トップクラス。クールで温厚な人物であり、不器用なトシや短気な健二よりは冷静。2人が久保のサッカーへのこだわりから馬堀と仲違いする中、変化の必要性を感じ紅白戦で馬堀のチームに入り2人と対峙して気づくきっかけを与えた。
視力は裸眼で歩くと電柱に衝突するほど悪く、コンタクトレンズは使用せず眼鏡を着用しており、試合中でも眼鏡をかけたままである。なお、眼鏡をかけたままでもイケメンであるが、眼鏡を外すとさらにイケメンとなる。一美に片想いしており、一美に関することには見境がなくなるという特徴がある。一美とは一時恋仲に発展したが、一美が内心ではトシへ気持ちを寄せていることに気づき、自ら別れを切り出している。将棋も得意で「穴熊の平松」の異名を持つ。作中、平松は、自身を本山雅志や柳沢敦のようなドリブルが得意な選手と評している。
トシとは中学生時代からのコンビであるが、当初は同じフォワードで底の知れないトシに一方的にライバル心を抱いていた。トシとコンビを組むようになると抜群のコンビネーションを見せ、「ゴールデンコンビ」と称されるまでに成長する。サッカーセンスは抜群で、特にテクニックに関しては高校サッカー界でも屈指であると評価されている。スピードに乗った鋭いドリブルが武器で、ヒールリフトの派生技である「ダブルヒール」「トリプルヒール」を得意とする。藤田東の監督となった実父に、パートナーのトシに頼りすぎでアシストに徹しすぎることを欠点と指摘されたが、あくまでトシを活かすチャンスメイカーとしてそれを昇華させている。その高いサッカーセンスからディフェンスにおいても平均以上の活躍を見せており、藤田東の「フラッシュパス」や尾街西の「11人の司令塔」など他校から脅威とされる戦術を1人で打ち破っている。2010年W杯の時点ではアーセナルに所属。
白石健二（しらいし けんじ）
- 声 : 神奈延年
- 学年 : 0
- ポジション : ゴールキーパー
- 背番号 : 1（中学 : 12→1）

1975年8月17日生まれ。身長174cm、体重63kg。血液型はB型。母子家庭。せっかちで、ケンカっ早い性格だが義侠心に厚い。小学生の頃から地元ではよく知られていた不良だった。トシの姉・夏子に中学生時代（アニメ版では小学生時代）から片想いをしており、高校1年の選手権以降に恋仲となった。作中、平松は健二を川口能活のようなガッツでゴールを守る選手と評している。
中学3年の時に全国大会県予選中に暴力沙汰を起こし、チームが大会から失格になった事を悔やみ、サッカーから離れていた。高校1年の初めの頃は暴走族に入っており、ガソリンスタンドでアルバイトしながらオートバイの購入資金を稼いでいた（当時は無免許であったが、16歳になると同時に運転免許を取得している。）。
動物的感覚と抜群の身体能力を併せ持ち、それを活かした「ムーンサルトセーブ」を得意とする。数々のスーパーセーブを連発し、幾度となくチームのピンチを救っている。サッカーは中学校時代に始めており、当初は自分を気絶させるほどの威力を持つ田仲のシュートを止めるためだけに熱中していた。真剣にサッカーに取り組むようになると持ち前の運動神経を活かして着々と上達していき、田仲・平松との3人での連携速攻技「トリプルカウンターアタック」を開発するなどの息の合ったプレイを見せるようになる。田仲・平松に白石を加えた3人は、「掛西中トリオ」「ゴールデントリオ」と呼ばれる。2010年W杯の時点ではジュビロ磐田に所属。
2014年ブラジルW杯を描いた読み切りでは、夏子と結婚して3人の息子をもうけている。
久保嘉晴（くぼ よしはる）
- 声 : 古川登志夫
- 学年 : +1
- ポジション : ミッドフィールダー（センターハーフ）
- 背番号 : 6→10

1974年7月29日生まれ、1991年8月9日死去。身長179cm、体重65kg。血液型はAB型。両親との3人家族。尊敬する選手は奥寺康彦、好きな選手は三浦知良とヨハン・クライフ。
掛川のキャプテンで、サッカーに詳しくない磯貝監督に代わり采配を振る。中学1年から中学3年前半までの2年半を旧西ドイツで過ごし、「天才」と呼ばれ将来を嘱望されるほどの選手であった。帰国すると神谷のいたヤマハFCに所属、日本ジュニアユース代表にも選出され得点王に輝いている。高校進学時には「自由なサッカー」「トータルフットボール」を目指して、ヤマハFCから神谷・矢野・服部を誘い新設校の掛川へと進学している。高校進学後もサッカー第一の姿勢は変わらず、攻守のキーマンとして大塚と赤堀を熱烈に勧誘し、自らチームメイトを指導して（エース加納を怪我で欠いていたとはいえ）藤田東を破るまでに導いている。
サッカーに関しては周囲が驚くほどの積極的な行動力を持つが、サッカーを離れると、たちまち存在感が薄くなってしまい、磯貝も制服姿の久保は記憶にないほどと例えている。1年生時に出会った美奈子に一目惚れしており、美奈子のことに話が及ぶと顔を赤らめるという一面も。
早くからトシの左足の潜在能力を見出しており、観戦に訪れていた掛西中トリオに「待ってる」と声をかけた。その為、入院中に掛西中トリオの入部を聞いた際には大変喜んだという。
インターハイ静岡県予選準決勝・掛北戦において体に異変起こしながらも「奇跡の11人抜き」を成し遂げた後、ピッチ上で倒れる。実は高校2年の初めに白血病を患い入院。退院後は順調な経過をたどるが完治はせず、貧血状態で激しい運動（11人抜き）をしたことで心不全を誘発し、医務室で病死した。病気のことをチームメイトに隠していたのは長く生きる事よりも一瞬でも多く、ボールを追い駆けたいという願いからであったが、一人きりになった際には死への恐怖や大好きなサッカーをやめたくない思いを口にしていたことが、磯貝の口から語られている。その後、久保の意思や理想は仲間たちに引き継がれ、掛川高校サッカー部は全国最強となるチームに変貌を遂げた。
神谷篤司（かみや あつし）
- 声 : 森川智之
- 学年 : +1
- ポジション : ミッドフィールダー（レフトハーフ）
- 背番号 : 7

1974年10月11日生まれ。身長175cm、体重63kg。血液型はAB型。菊水町（アニメでは菊川市）出身。両親と妹との4人家族。短気な性格で、特に自らの悪口には敏感に反応する(一番の被害者は健二)。4部ではシスコンの気があるからか、妹の実花に関することで暴走することも。しかし、粗暴な口調ながらもチームメイト思いの性格。アニメ版では、文化祭のようなお祭り好きとしても描かれている。ちなみに久保がドイツにいた頃のチームメイトだったルディ・エリックとは、自身と瓜二つの姿をしているからか、実力は互いに冷静に認め合っているものの、犬猿の仲に近い。作中、平松は神谷を中田英寿や小野伸二のような司令塔タイプの選手と評している。
久保亡き後の掛川のキャプテンであり、司令塔。ヤマハFC時代からの久保の親友であり、久保の目指した「トータルフットボール」を受け継ぎ、掛川を冬夏の2冠へと導く。それを通じて、テクニックやパスセンス・戦術眼などを開花させ、高校サッカー界最高の司令塔と称されるまでになる。試合中は闘志剥き出しで絶対に諦めないスタイルから「闘将」と恐れられている。掛川北・斉木誠とは菊水東中学校のサッカー部の先輩・後輩の仲だが、チームに求めるスタイルの違いからいざこざが絶えず、高校でも当初は敵対心を剥き出しにしていたが、後に互いの実力を認め合っている。3部では膝の怪我の影響で試合の出場が制限されており、その度にチームは苦戦した。なお自分自身でのテーピングは何度か注意されていたにもかかわらず出来ず、妹の実花に任せっきりだった模様。3年生時のインターハイの直後に高校を中退しユベントス入り、同年にデビューを果たし、その試合でのチームの勝利に貢献している。2010年W杯の時点でもユベントスのエースとして活躍。
大塚繁樹（おおつか しげき）
- 声 : 江川央生
- 学年 : +1
- ポジション : フォワード→ミッドフィールダー（ライトハーフ）
- 背番号 : 13(入学直後の掛北との練習試合)→5

1974年12月13日生まれ、身長189cm、体重85kg、血液型はB型。
190cm近いがっしりした体格でフィジカルも強く乱暴な性格で大食漢。栄山中学校時代は決定力のあるフォワードとして活躍しており、その実力は入学直後の対掛北戦で1年生ながらディフェンスを掻き乱してしまうほどで、斉木自身も危険な選手の1人として中学時代から認識していた。掛川高校入学当初はサッカーを続ける意思はなく、バスケットボール部を創部するつもりであった。久保と神谷から勧誘を受けたものの神谷の自分勝手なプレーを嫌い拒否していたが、久保の一喝と神谷の土下座でその気持ちを改め、神谷とサッカーをするためにサッカー部への入部を決意した。神谷がキャプテンに就いてからは副キャプテンとなり、神谷を宥めるなどサポートする役柄も多くなっている。トシが久保のようになろうとして、神谷の怒りを買った際には、仲裁し、トシに久保と神谷の10番にまつわる話を聞かせた（アニメ版では、赤堀も一緒に語っている）。試合においては神谷と久保（あるいは馬堀）が攻撃に上がる機会が多いことから、カバーするように中盤で相手キーマンと対峙する機会が多く、ボール奪取率は赤堀と並んでチームトップ。青南対掛川の試合を観戦していた鶴ヶ崎の大葉からは、神谷や馬堀とともに技量のあるミッドフィールダーと評された。
赤堀強（あかほり つよし）
- 声 : 太田真一郎
- 学年 : +1
- ポジション : ディフェンダー（スイーパー）
- 背番号 : 12→2

1974年9月22日生まれ、身長192cm、体重78kg、血液型はO型。
192cmの長身。大塚と同じ栄山中学校出身。大塚と同じく危険な選手として、中学時代から斉木が認識していた人物の1人。1年生時にはゴールキーパーをサポートしてゴールを守っており、中学時代にはゴールキーパーの経験もある。セットプレイの時など、長身を生かして空中戦からゴールを奪うプレイも得意としており、逆に空中戦で相手チームにボールを奪われそうになった際にも、その長身を生かしてクリアすることもある。松下によれば、静岡では十指に入るスイーパーとのこと。物腰がとても柔らかい性格だが、対前山工業戦ではオフサイドトラップに引っかかって審判に突っかかっている神谷を宥めたり、対帝光戦の延長戦前には岩上との接触プレイで負傷しながらも、出場を強行しようとした神谷の胸倉を掴んで激しく怒鳴りつけたこともある。
矢野利己（やの としき）
- 声 : 風間信彦
- 学年 : +1
- ポジション : ディフェンダー（右サイドバック）
- 背番号 : 4

1974年7月21日生まれ、身長171cm、体重58kg、血液型はA型。
安定したプレーで掛川の守備を担当。中学時代は久保や神谷とともにヤマハFCに所属しており、久保の誘いを受けて掛川に入った。対九里浜戦前日には神谷から服部とともにプロ入りを勧められたが、家業を継ぐために高校でサッカーを終わりにしなければならなかった。
服部正二（はっとり しょうじ）
- 声 : 佐藤佑暉
- 学年 : +1
- ポジション : ディフェンダー（ストッパー）
- 背番号 : 3

1974年5月2日生まれ、身長169cm、体重60kg、血液型はB型。
中学時代は久保や神谷とともにヤマハFCに所属していた。神谷から矢野とともにプロ入りを勧められたが、矢野と同じく高校でサッカーを終わりにしなければならなかった。アニメと原作ではかなり顔が違う。
石橋保（いしばし たもつ）
- 声 : 塩屋浩三
- 学年 : +1
- ポジション : ディフェンダー（サイドバック）
- 背番号 : 8→12

1974年6月19日生まれ、身長167cm、体重57kg、血液型はA型。
当初はレギュラーだったが、新田の台頭により補欠に回されるようになった。原作では登場機会は限られていたが、アニメでは試合以外でも登場するなど出番が増えている。
小笠原雄司（おがさわら ゆうじ）
- 学年 : +1
- ポジション : ゴールキーパー
- 背番号 : 1→15

実家はスポーツ用品店であり、掛川のユニフォーム（紅白）を作った。健二の台頭により出場機会はほとんど無かったものの、全国準々決勝の対豊川戦にはトラブルで試合に間に合わなかった健二に代わって出場。試合終盤での接触で骨折した可能性があり、交代。以降、出番がなかった。
単行本『久保嘉晴の伝説』では、アシスタントから作中での扱いについてネタにされていた。
馬堀圭吾（まほり けいご）
- 声 : 関智一
- 学年 : 0
- ポジション : ミッドフィールダー（センターハーフ、ディフェンシブハーフ）
- 背番号 : 11

1974年9月8日生まれ。身長172cm、体重63kg。血液型はA型。お調子者な性格で、1年の全国大会ではたまたま同じ宿にいた鶴ヶ崎のマネージャーをナンパしたことがある。
久保の抜けたポジションを見事に埋めた、ブラジル帰りのテクニシャン。入部直後は久保に拘り続けるトシたちと確執があったが、神谷考案の紅白戦を通じて、トシたちは、久保のサッカーの上辺だけをなぞっていることに気づいたために和解を果たす。登場した当初は久保と容姿がやや似ていたが、やがて区別がされていった。トリッキーなプレイを得意とし、ブラジル仕込みのマリーシアとトップスピードから繰り出されるノールックパスは一級品。掛川では神谷に次ぐパサーで中盤の要であり、ルーズボールをキープすることも多いため攻撃の起点となることも多い。2年時のインターハイ全国優勝後に久保の墓参りに行った際には、久保の墓前で「掛川に来て良かった」と報告。2010年W杯の時点ではブラジルのサントスFCに所属。
佐々木豊（ささき ゆたか）
- 声 : 千葉一伸
- 学年 : 0
- ポジション : フォワード（左ウィング）
- 背番号 : 6

1975年5月1日生まれ、身長173cm、体重61kg、血液型はO型。
チームで1・2を争う俊足の持ち主である。噂話を人に話さないといられない性質のようで、トシ曰く「歩くゴシップ雑誌」。バンドとサッカーを両立しているが、2年生時の選手権決勝直前にバンド仲間からサッカーに専念することを後押しされている。新田とは須賀中学校時代からの親友。2010年W杯の時点では地元のジュビロ磐田に所属。
新田伸一（にった しんいち）
- 声 : 沼田祐介
- 学年 : 0
- ポジション : ディフェンダー（左サイドバック）
- 背番号 : 15→8

1976年2月3日生まれ、身長166cm、体重56kg、血液型はA型。
当初はベンチだったものの努力が認められてレギュラー固定となっている。人一倍の練習の結果、サイドバックに重要な無尽蔵のスタミナと強靭な足腰を身につけ、果敢なオーバーラップを見せることから「炎のサイドバック」「左サイドのダイナモ」と評される。絶妙なオフサイドトラップを得意とし、幾度となくチームの窮地を救っている。また、攻撃参加にも対応。2010年W杯の時点では地元のジュビロ磐田に所属。
小菅宏俊（こすげ ひろとし）
- 学年 : -1
- ポジション : フォワード（センターフォワード、ウィング）
- 背番号 : 18

田仲のスペイン留学時には、代役を務めていたが今ひとつ活躍できていなかった。少々プライドが高く、先輩相手でも思ったことは口に出してしまう傾向がある。その性格により対清水中央戦では奥山のマリーシアとによるファールと、その判定に対する審判への抗議で2枚のイエローカードで退場となった。
坪谷順平（つぼや じゅんぺい）
- 学年 : -1
- ポジション : ミッドフィールダー（ボランチ）、ディフェンダー（ストッパー）
- 背番号 : 17

中学時代には、U-15サッカー日本代表候補にも選ばれた実力者。ノールックパスを得意とする。
渡辺瞬（わたなべ しゅん）
- 学年 : -3以下
- ポジション : フォワード
- 背番号 : 10

2014年ブラジルW杯を描いた読み切りに日本代表の選手として登場した。独特のリズムを持つドリブルが武器。高校の監督である一美からの励ましを受ける。キックオフ前に田仲達とミニゲームを行った。ブラジルとの決勝戦では後半から伊東に代えて左ウィングで出場する形で最年少デビューする予定だった。
磯貝（いそがい）
- 声 : 塩屋浩三

12月27日生まれ、身長165cm、体重84kg、血液型はO型。
顧問。掛川高校の教師でサッカー部の創設時に暇であったという事で顧問に割り当てられたため、サッカーには余り詳しくなく久保や神谷に監督の仕事を委任している。普段は穏やかな性格だが、時には部員を激しく叱る事もある。アニメでは原作よりサッカーの知識を語る描写があり、試合の戦況も分析している。
遠藤一美（えんどう かずみ）
- 声 : 日髙のり子
- 学年 : 0

11月30日生まれ。身長156cm、体重43kg、血液型はB型。
マネージャー。元は不良。中学時代は久保の追っかけで、当初のサッカーについての知識は「ゴールキーパー以外のポジションを知らない」という状態であったが、マネージャー業を通じて詳しくなっていった。選手権の直前にテレビ局でスカウトされアイドルとしてデビュー直前であったが、前山工業戦でトシがハットトリックの約束を果たしたため、マネージャーに復帰している。トシに恋心を抱いていたがイザベルが原因となって一時的に平松と接近するも、最終的にトシと恋人関係となっている。2010年W杯の時点では掛川サッカー部の監督に就任している。アニメ版ではトシたち3人の幼なじみで小学校卒業後は引っ越し、別の中学に通い高校で再会する展開となり、不良設定はカットされた。
2014年ブラジルW杯を描いた読み切りでは、トシと結婚している。
神谷実花（かみや みか）
- 学年 : -1

神谷篤司の妹でトシの大ファン。『新たなる伝説』で登場、マネージャーになる。兄とは容姿がほとんど似ていない。同じくマネージャーである一美とは対抗意識があるようだが、同時に影響も受けている。兄の影響からかサッカーの知識も豊富。名前は上下どっちから読んでも同じであり、単行本最終巻でのクイズに用いられた。

#### 九里浜学園高校
伊東宏という天才レフティを擁し、伊東を中心に据えた4-5-1や3-5-2を基本とした「キングダムサッカー」を展開する。監督の大原由実子によると、掛川に多いオールラウンダーな選手は少ないが、ポジション別に見ると能力の高い選手が揃っている。
伊東宏（いとう ひろ）
- 学年 : 0
- ポジション : ミッドフィールダー
- 背番号 : 10

『新たなる伝説』におけるもう一人の主人公。サッカーに関しては監督の大原が惚れ込むほどの天才的ともいえる才能を見せるが、基本的にお調子者でチームのムードメーカー的な存在でもある。現在は、完治しているものの中学生の頃まで小児麻痺を患っており、その副産物として左足の卓越したテクニックと、独特なリズムのドリブルが生み出され、その優れたテクニックから「奇跡の左」と呼ばれた。神奈川インターハイ予選決勝前にテレビ出演した際、番組から大原と共に障害を患っていたことを勝手に明かされた時には、掛川高校にしか眼中にないことを宣言し、カメラの前で尻を見せて放送を止めてしまったことがある（神園によると、ヒロなりの照れ隠しらしい）。
左足しか使わない独特のプレイスタイルであるため、左右のバランスを求める1年生時の監督・前沢とは反りが合わず部活動もサボりがちであったが、2年生時に大原由実子が監督に就任するとファンタジスタとしての才能を開花させる。ピッチ全体を支配する姿は「王様（キング）」そのものであり、元アルゼンチン代表のディエゴ・マラドーナを彷彿とさせる。シュートの威力では同じレフティの田仲や恩田には及ばないものの、鋭い回転を与えたフィニッシュシュート「アクセルシュート」「トルネードアクセル」は一級品。2010年W杯の時点ではフェイエノールトに所属。
牧野新平（まきの しんぺい）
- 学年 : +1
- ポジション : ミッドフィールダー→ディフェンダー（リベロ）
- 背番号 : 10→4

九里浜のキャプテンで、2年生時まではミッドフィールダーで司令塔であった。3年生時に大原由実子が監督に就任すると、オーバーラップできる豊富なスタミナを持ち、戦術眼・統率力に優れた理論家であることからリベロの適性を見出される。当初は急激な変化に反発していたが、紅白戦を通じての由実子としての采配と認めている。シャドーストライカーでもあるとともに守備の要であり、後に中長距離ストライカーを封じる「パーフェクトディフェンス」を身につける。2010年W杯の時点では横浜マリノス（現在の横浜F・マリノス）に所属。
藤長佳幸（ふじなが よしゆき）
- 学年 : 0
- ポジション : ミッドフィールダー（ボランチ）、ディフェンダー
- 背番号 : 8

中学生時代からの伊東の親友で、「あいぼー（相棒）」と呼び合う仲である。中学時代から伊東とともに練習を繰り返すうち、藤長自身にも高いキープ力という武器が備わっている。基本的にはオールラウンダータイプの選手だが牧野と並ぶ守備の要であり、相手チームの中盤の重要選手と対峙する機会が多い。インターハイ決勝・掛川戦では馬堀に執拗なマークを仕掛け「天敵」と呼ばれた。
大原裕（おおはら ゆたか）
- 学年 : 0（年齢は+1）
- ポジション : ゴールキーパー
- 背番号 : 16→1（中学 : 1）

姉・由実子を庇って事故に遭い、右足の足首から先が義足となっている。選手生命を絶たれてしまったと思われたがリハビリテーション後に見取中に転入してレギュラーとなり、掛西中トリオと対戦している。姉が初めての給料で買ってくれたスパイクを気に入っており、事故でサッカーを諦めたと由実子が勝手に思い込んで、そのスパイクを健二にあげてしまったことから遺恨が生まれるも、掛西中との試合後に健二自らがスパイク交換を提案して和解。中学での対戦以後、健二とは互いにライバル視する関係。アメリカ合衆国でサッカーを続けていたが、九里浜の監督となった由実子に呼び寄せられ、入部に納得できない牧野・香坂らによる入部テストのPKで5人全員を止めている。鍛え上げられた強靭な肉体を武器に、数々の必殺技も1発で破るなどの堅牢な守備から「鉄壁」「超人」などの異名を持つ。握力70kg、垂直跳び90cm。相手チームのラフプレイによるスライディングで義足を壊されたことがあり、その際に替えの義足を忘れたことで交代を余儀なくされ、それがチームのピンチに繋がったことがある。2010年W杯の時点ではロサンゼルス・ギャラクシーに所属。
篠塚憲（しのづか けん）
- 学年 : -1
- ポジション : フォワード
- 背番号 : 15

1年生で自分で勝手に引き受けて洗濯係をしていたが、大原由実子にストライカーの適性を見出されレギュラーとして定着した。掛川・平松に匹敵する100mを10秒8で走る俊足と、平松や帝光・木ノ内すら圧倒するといわれる瞬発力を武器とし、努力の結果として狙いが読まれにくいナチュラルキッカーというスタイルを身につけている。ただし、極度に気が小さいのが欠点。「世界最高峰チョロランマ」と呼ばれるほどの巨根。2010年W杯の時点では浦和レッズに所属しており、「レッズの赤い稲妻」と呼ばれている。
香坂真人（こうさか まさと）
- 学年 : +1
- ポジション : フォワード
- 背番号 : 6

通称「ゴリ」。2年生時まではフォワードでレギュラーであったものの、80分通して動ける持久力が無く、シュート精度は今一つであった。その代りとして圧倒的なフィジカルを誇り、1人や2人程度のディフェンダーならば物ともしないヘディングシュート「ゴリヘッド」を得意とする。牧野と同様に当初は急激な変化に反発し一時はサッカー部を離れるに至ったが、後に復帰して主にスーパーサブとして活躍し、篠塚とは名コンビと称されるコンビネーションを見せた。2010年W杯の時点では浦和レッズに所属。
大原由実子（おおはら ゆみこ）
監督。掛西中のサッカー部の監督でもあり、中学時代の田仲たちの担任でもある。以前は自身もサッカー選手で、アメリカのアマチュアリーグで得点王を取ったこともあるが、弟の裕が自らを庇って事故に遭ってからは指導者としての道を歩んでいる。サッカーに関しての采配に間違いはないが、その際のメンタル面のフォローに関しては無頓着で、九里浜の監督就任当初にチーム分裂の危機に瀕している。掛西中トリオの生みの親といっても過言ではなく、白石をサッカー部へ引き込み、平松にチャンスメイカーとして開花するきっかけを与え、また田仲の左足の潜在能力にも真っ先に気づいている。『新たなる伝説』の決勝戦後に一美にサッカーのイロハを教えたらしく、それが後の常勝掛川サッカー部監督誕生に繋がった模様。
神園あゆみ（かみぞの あゆみ）
- 学年 : 0

マネージャー。伊東の幼馴染で、友達以上恋人未満といった位置づけ。掛川を強く意識した行動を取る伊東が原因となって、掛川の2人のマネージャーから一方的に野次られる場面もある。

### 静岡県

#### 藤田東高校
静岡に君臨する、全国大会の常連校。伝統的な得意技として「フラッシュパス」を持ち、個々の能力も高い。1年目の冬の選手権静岡県予選で「フラッシュパス」を一度は掛川・平松に完璧に封じられるが、インターハイに向けて平松修が監督となった際に新たな仕掛けとともに復活を遂げている。
加納隆次（かのう りゅうじ）
- 声 : 堀秀行
- 学年 : +2
- ポジション : ミッドフィールダー
- 背番号 : 10

1973年11月2日生まれ。身長184cm、体重70kg。血液型はO型。藤田東のキャプテン。2学年下の弟、豪樹がいる。「高校サッカー界の帝王」と称されており、他の選手とは桁違いの能力を持つ。かなりの老け顔で、よく遅刻する癖がある。天才といわれていた掛川の久保を倒すことを目標としており、2年時の対掛川戦では自身の怪我による欠場、3年の夏の予選決勝では掛川メンバーの前日の久保の死のショックによる一方的な試合展開と、まともな条件で掛川と試合ができていなかったが、冬の予選決勝でその望みがようやく叶うこととなった。翌年のインターハイ予選決勝の藤田東対掛川の試合では、弟の成長を神谷に託し、試合を観戦していた。卒業後にはヴェルディ川崎を経て、2010年W杯の時点ではパルマFCに所属。
松下浩（まつした ひろし）
- 声 : 中原茂
- 学年 : 0
- ポジション : フォワード（センターフォワード）
- 背番号 : 11

1975年10月2日生まれ。身長173cm、体重60kg。血液型はA型。トレードマークは頭に巻いた緑色のバンダナで、着けると気合が入るという。
1年生で強豪・藤田東のレギュラーとなった名プレイヤー。柔軟性のあるドリブルを得意とし、「ダブルクライフターン」を得意とする。選手権静岡県予選準決勝の掛川対清水学苑戦の田仲と芹沢の競り合いをヒントとした、チームメイトのシュート力を利用した「カウンターシュート」を編み出し、その後自分1人で同様の効果を得られる「ワン・ツーカウンター」へと改良している。ストライカーとしては理想的な能力を持つとされているプレイヤーで、田仲にとって静岡県内の最大のライバル。選手権決勝の応援に駆けつけるほど良い関係にある。2010年W杯の時点ではジュビロ磐田に所属。
柴木勝実（しばき まさみ）
- 学年 : +3
- ポジション : ゴールキーパー
- 背番号 : 1

番外編『久保嘉晴の伝説』に登場。インターハイ予選決勝トーナメント1回戦掛川戦までの30試合で、PK以外で無失点を誇っていた藤田東の不動の守護神。
関靖彦（せき やすひこ）
- 声 : 千葉一伸
- 学年 : +2
- ポジション : ディフェンダー（リベロ）
- 背番号 : 4

オーバーラップを得意とする。
新矢巧（にいや たくみ）
- 声 : 神谷浩史
- 学年 : +2
- ポジション : ディフェンダー（左サイドバック）
- 背番号 : 5

関と同じく、オーバーラップを得意とする。
小柳仁（こやなぎ じん）
- 声 : 新田三士郎
- 学年 : 0
- 背番号 : 17→9

松下の相棒。1年生時はカウンターシュートのアシスト役としての起用のみであったが、2年生時にはディフェンダーでレギュラーとなっている。
緒方十次郎（おがた じゅうじろう）
- 声 : 高木渉
- 学年 : 0
- ポジション : ゴールキーパー
- 背番号 : 19→1

元ボクサーで、パンチ力は150kgに達する。サッカーに専念することを条件にサッカー部での出場機会を約束されており、掛川・田仲の「幻の左」を止めるために専念を決意する。選手権静岡県予選決勝で喜多川と交代で途中出場、「幻の左」を止める活躍を見せた。当時は反射神経とパンチングに頼っていたが、後にディフェンス陣と連動する高度なスキルを身につけている。
加納豪樹（かのう ごうき）
- 学年 : 0（松下と同い年だが、松下を先輩として扱う描写が存在する）
- ポジション : ミッドフィールダー
- 背番号 : 10

加納隆次の弟。人の技能をコピーできる才能を持ち、当初は身近で尊敬する存在である兄・隆次を目標として真似ていたが、身長が173cmまでしか伸びず、体格が恵まれなかった（隆次は当時既に180cm以上）。そのため、身長が伸びる望みを懸けて一時的にサッカーを離れバスケットボールに専念していたが、自分と体格の近い神谷率いる掛川が藤田東を倒したのを機に神谷のコピーを目指しサッカーに戻り、インターハイ静岡県予選に臨んだ。掛川戦では神谷をコピーしたスタイルで掛川を苦しめるが、神谷の創造性あふれるサッカーに打ちのめされ、それがきっかけとなり本来のサッカースタイルである「シンプルフットボール」へとプレイスタイルを変化させた。
マルコ・ゴンザレス
- 学年 : +1
- ポジション : ミッドフィールダー（ボランチ）
- 背番号 : 15

スペインからの留学生。天才的な「読み」の能力を持つことから「読みのマルコ」との異名を持つスペインの至宝。ライバルであるペドロ・フォルネルとの勝負で故障した左足の治療のために来日し、母国では回復不可能とまで言われた足の怪我の治療を平松修から受けた（その際、平松修の監督就任と引き換えに留学受け入れが認められている）。平松修の治療を通じて、左足のシュートに弾丸のような回転の加わる「スクリューシュート」が備わっていることが発覚する（ジャイロボールと類似した効果）。スペインではジュニアユース時代にバルセロナユースに所属しており、日本遠征の時に久保・神谷の所属するヤマハFCと対戦した経験があり、それを通じて日本サッカーへの評価を改めている。インターハイ県予選決勝後、恩人の平松修に感謝しつつペドロが待つスペインへ帰国した。
久和（くわ）
- ポジション : フォワード（ウィング）→ディフェンダー（リベロ）
- 背番号 : 14（2として描かれている場面もある）

元は控え選手だったが、平松修の監督就任後にディフェンダーにコンバートされる。平松和広以上の俊足の持ち主で、その俊足を利用して度々オーバーラップを仕掛ける。またそのスピードから1人1回しか触れないとされていた「フラッシュパス」に、唯一2回絡める選手「11人目のフィールドプレイヤー」である。

#### 掛川北高校
静岡県西地区における有力校の1つ。立地的にも掛川高校とはライバル関係にある。
斉木誠（さいき まこと）
- 声 : 堀川りょう
- 学年 : +2
- ポジション : ミッドフィールダー
- 背番号 : 10

掛川北のキャプテン。1973年7月27日生まれ。身長178cm、体重68kg。血液型はO型。菊川市出身。その能力は静岡県西部地区のみならず、静岡県全体で5指に入る程。久保の才能を見込み度々掛北へ勧誘していた。しかし久保が掛川高校へ進学したこと、神谷とは中学校時代から張り合いやいざこざが絶えなかったことから、掛川に対してはただならぬ敵対心を持っていた。久保達が掛川高校に入学した直後、掛川から久保を引き抜くために自分以外控えのメンバーで練習試合を行ったことがある(前半終了時は3-0で掛北がリードしていたが、途中から大塚と赤堀が出場したことにより3-3の引き分けに終わった)。3年生時にインターハイ静岡県予選で掛川と対戦した後は神谷と互いの実力を認め合い、掛川の良き協力者となっている。高校卒業後は母校のコーチを務めながら、東翔大学サッカー部で活躍し、2010年W杯の時点では清水エスパルス所属。
三橋英二郎（みつはし えいじろう）
- 声 : 新田三士郎
- 学年 : +1
- ポジション : ゴールキーパー
- 背番号 : 1

1974年4月19日生まれ。身長193cm、体重75kg。血液型はA型。その長身とセービング能力で、掛川北のゴールを守ってきた。握力が強く、並のシュートならば片手でキャッチできる程。静岡No.1ゴールキーパーと評されている。
広瀬清隆（ひろせ きよたか）
- 声 : 阪口大助
- 学年 : 0
- ポジション : フォワード
- 背番号 : 14→5

ボールに回転を加えない事で予測不可能な方向へ落とす「ナックルシュート」を得意とする。家が貧乏で兄弟が多くいるため、小さい頃サッカーボールを買ってもらえず、ゴムボールでサッカーをしていた。その結果として自由自在なボールコントロールを身につけている。1年時のインターハイの対掛川戦ではナックルシュートにより掛川から2ゴールを奪い、試合終了間際に健二に止められるまでは健二やディフェンスに下がっていた久保を翻弄した。2年のインターハイ対掛川戦では健二自身もナックルシュートの軌道を見極めてキャッチするまでに成長していたが、広瀬のナックルシュートもまた、片手ながらボールをキャッチしていた健二の手をはじいてゴールを奪ってしまうほどの威力となっていた。2010年W杯の時点では先輩の斉木と同じく清水エスパルスに所属。
小山昌洋（こやまま さひろ）
- 声 : 太田真一郎
- ポジション : ディフェンダー（スイーパー）
- 背番号 : 2

#### 清水学苑高校
近年は優勝争いからは遠ざかっているが、静岡県西地区の古豪。
芹沢直茂（せりざわ なおしげ）
- 声 : 橋本晃一
- 学年 : 0
- ポジション : フォワード
- 背番号 : 15→10

1976年3月12日生まれ。身長186cm、体重74kg。血液型はA型。ロングヘアのイケメン。
掛北・広瀬の「ナックルシュート」を初見で真似できるほどのテクニックと、恵まれた体格を活かしたパワーを持ち合わせた選手で、「フィールドの魔術師」「静岡のフリット」と称される。1年生時は恵まれた体格にスタミナが追いついておらず、80分通じて全力でプレーができない「ハーフタイムプレイヤー」と諷刺されていたが、2年生時にはそれを克服しチームのエースとなるとともにゲームメイクも修得している。1年時のインターハイ予選の最中、不愉快な先輩を殴るなどトラブルを起こし、自宅待機処分を受けたこともあった。1年時は気取り屋で対掛北戦の最中でも一美をナンパする女たらしの軽い性格だったが、2年時には紳士的な性格に変化しており、チームメイトの1年が掛川・神谷を事故に見せかけて故意に負傷退場させようとした際には、胸倉をつかんで激しく叱咤した。2010年W杯の時点では地元の清水エスパルス所属。
内海秋彦（うつみ あきひこ）
- 声 : 高戸靖広
- 学年 : +2
- ポジション : ミッドフィールダー（守備的ミッドフィールダー）
- 背番号 : 8

清水の主将。1973年9月1日生まれ。身長171cm、体重62kg。血液型はB型。力強い守備で、ユース代表にはディフェンダーとして選出されている。的確な指示、ディフェンスプレーの両面において優れた能力を発揮する。プロからのスカウトもあったが、本人は大学に進学を希望しており、ユース編後の進路は不明。
西崎（にしざき）
- ポジション : ディフェンダー（スイーパー）、フォワード
- 背番号 : 5

本職はスイーパーだが、時折フォワードを務める。中学では陸上部に所属しており、三段跳の新記録を樹立したほど。選手権の掛川戦では、三段跳の技術を応用した「三段跳びシュート」を見せた。
山根（やまね）
- 学年 : -1
- ポジション : ミッドフィールダー

神谷を負傷退場させようとファウルを仕掛けて芹沢の怒りを買ってしまう。

#### 浜野高校
静岡のかつての強豪で全国大会への出場経験もあるが、近年は低迷している。
小坂部直樹（おさかべ なおき）
- 声 : 高戸靖広
- 学年 : 0
- ポジション : フォワード（センターフォワード）、ゴールキーパー、ディフェンダー（リベロ）
- 背番号 : 10（浜野）→11（光明）

「天才ゴールキーパー」として藤田東から誘い受けるが、断って浜野に入学。キッカーの癖などからボールの軌道を読みとることを得意とする。その後、家庭の事情により働かざるを得なくなり退学したが、光明商工高校から奨学金を得て編入。神奈川インターハイ予選決勝にて、リベロとして九里浜学園の前に立ちはだかり、全国インターハイ1回戦で掛川と三度対戦することになった。浜野にいた頃は闘志あふれるプレーを見せていたが、光明商工に移ってからは髪の毛が伸び、性格も大人しく変化していた。
川島太一（かわしま たいち）
- 声 : 堀之紀
- 学年 : +2
- ポジション : ミッドフィールダー
- 背番号 : 7

浜野の主将。1973年6月28日生まれ。身長177cm、体重67kg。血液型はA型。ロングシュートの威力は久保に匹敵するとも言われ、超高校級のプレイヤーとの評価を受けている。
星崎邦夫（ほしざき くにお）
- 声 : 千葉一伸
- 学年 : +2
- ポジション : ミッドフィールダー
- 背番号 : 8

浜野のアシスト王で、浜野の得点の80%をアシストしている。センタリングの精度は随一。
佐藤（さとう）
- 学年 : +2
- ポジション : ディフェンダー（リベロ）
- 背番号 : 2

「スナイパー」の異名を持つ。スタミナとカバー範囲の広さがあり、オーバーラップで攻撃にも関わる。

#### 袋井工業高校
藤井大介（ふじい だいすけ）
- 声 : 大倉正章
- 学年 : 0
- ポジション : フォワード
- 背番号 : 12（アニメでは10）

中学時代に全国大会で田仲たちの掛西中に勝利し、全国優勝に導いた程のプレイヤー。ドライブシュートやボレーシュートなどを得意とするが、独りよがりな所がある。

#### 横賀高校
不良の集まる高校で、ラフプレーが多い。
岩月文太（いわつき ぶんた）
- 声 : 西村朋紘
- 学年 : +2
- ポジション : フォワード
- 背番号 : 10

横賀の主将。

#### 清水中央高校
奥山良（おくやま りょう）
- 学年 : 0
- ポジション : ミッドフィールダー
- 背番号 : 13（中学 : 11）

かなり捻くれた性格で被害妄想も激しく、小学校時代のパートナーであるトシが掛西中へ入学したことで、新たなトシのパートナーとなった平松に嫉妬し敵対心を剥き出しにしている。小学校時代からサッカーセンスやテクニックは優れていたようであり、見取中時代には相手の死角を利用した「見えないシュート」や「見えないパス」を編み出している。高校進学後もサッカー部に所属していたが、1年生時の監督とは反りが合わず出場機会はなかった。2年生時にグラーフが監督に就任すると、大仰な身振りで正しい指示を与えるとともに、大声で正誤を混在させた指示をする特異なゲームメイクを身につけている。そのゲームメイクで相手チームまでもコントロールしてしまうため、「ゲームマスター」と呼ばれた。
グラーフ
奥山が2年生時に就任したブラジル人監督。性格に難があったため埋もれていた奥山の才能を見出し、司令塔としての役割を与えて奥山中心のチームへと作り変えた。夏のインターハイ県予選終了後に、フランスのユース代表コーチに就任する予定となっている。

### 鶴ヶ崎学園高校（北海道）
氷室の入学前までは全国大会出場できる力はなかったが、氷室の入学後は氷室を中心とした守りのチームとして完成している。氷室をリベロに据えたディフェンス陣は大会屈指の強固さを誇る。
氷室明彦（ひむろ あきひこ）
- 声 : 関俊彦
- 学年 : 0
- ポジション : ディフェンダー（リベロ）
- 背番号 : 16→10

1975年5月3日生まれ。身長179cm、体重70kg。血液型はA型。1対1での絶対的な強さを誇る高校サッカー界屈指のディフェンダーで、その堅牢さから「北海の氷壁」「北海の皇帝」の異名を持つ。作中、氷室は自身を井原正巳タイプの選手と自負しており、ヴィリーからも皇帝（カイザー）と評した。
フリースタイルスキーを得意とし、俊足を活かした「ウェーデルン走法」というドリブルを得意とする。瞬発力も抜群で、スキーで培った進路に存在する障害物を予測する能力もあって、一度スピードに乗ると簡単に止められることはない。1年生時は氷室の鉄壁の守備と得点力に頼った守備型のチームであったが、2年生時にはルディ・エリックの「テイクオフシュート」を修得するなど守備的でありながら攻撃的なチームとなっている。入学当初はスキーと両立させていたが、偶然観戦した掛川対掛北戦で久保が死の直前に演出した同点ゴールを目の当たりにして以降は、掛川を倒すためサッカーのみに専念した。2010年W杯の時点ではコンサドーレ札幌に所属。
大葉（おおば）
- 学年 : +2
- ポジション : フォワード→ゴールキーパー
- 背番号 : 1

鶴ヶ崎のキャプテン。体重は80kgと大柄な選手。かつては北海道のベスト11に選出されたことがあるフォワードであったが、氷室が入学してからはその才能に目をつけ自らゴールキーパーとなっている。掛川との対戦では同点に追いつかれた時点でフォワードに転身、氷室をディフェンスに専念させるとともに自ら掛川ゴールを脅かした。
水野勝太（みずの しょうた）
- 学年 : -1
- ポジション : フォワード（右ウイング）
- 背番号 : 13

帝光学園からスカウトが来るほど優秀な選手で、相手に悟られずにゲームをコントロールする「シャドーゲームメーカー」。当初は帝光学園に進学する予定であったが、氷室の熱意に負けて鶴ヶ崎に入学することを決意している。

### 前山工業高校（群馬県）
全体をコンパクトにまとめてゾーンプレスを仕掛けながら、攻撃の指揮をヴィリー、守備の指揮を東が同時に行うことで攻守の切り替えを素早く行う「双頭の竜」と呼ばれる戦術を有する。
ヴィリー・ラインハルト
- 声 : 高木渉
- ポジション : ミッドフィールダー、フォワード
- 背番号 : 10

「ウォルフ・ファング（狼の牙）」の異名を持ち、同名の鋭い回転をかけたシュートを放つ。ドイツからの留学生で、久保に会うために来日している。しかし久保の訃報を聞いて落胆し、10番を田仲が継承したことに反発、掛川戦での10番をかけたハットトリックを宣言した。掛川戦後には久保が田仲に10番を譲った理由を悟って納得し、田仲とユニフォーム交換をして認め合い和解している。ドイツに帰国後はバイエルン・ミュンヘンに所属。帰国後も、プライベートでは東とは良き友人関係にある。2010年W杯にもドイツ代表として出場している。
東雄吾（あずま ゆうご）
- 声 : 中尾みち雄
- 学年 : +2
- ポジション : ディフェンダー
- 背番号 : 4

1973年4月3日生まれ。身長182cm、体重66kg。血液型はA型。高校サッカー界No.1ディフェンダーと称され、「オフサイドマイスター」の異名を持つほどラインコントロールを得意とする。ディフェンスでは平松と長時間競り合う、オフェンスでは神谷をフェイントで抜き去るなど、1対1にも絶対の強さを誇る。ハーフウェイライン近くで平松にパスカット、そのままドリブル突破された際にも、全力疾走する平松に後ろから追いついて追い抜き、決まったと思われたシュートを落ち着いた体勢で脚で難なくトラップして止めた。岩上によればインターハイで加納のシュートも同じように止めたこともあるらしい。2010年W杯の時点では鹿島アントラーズ所属。
嶋浩一（しま こういち）
- 学年 : +2
- ポジション : ミッドフィールダー、ディフェンダー
- 背番号 : 8

1974年2月26日生まれ。身長175cm、体重69kg。A型。攻守ともに活躍するオールラウンダーで、オーバーラップを得意とする。ユース代表にはディフェンダーとして選出されている。前髪の生え際が後退していることが悩みである。

### 青城南高校（埼玉県）
ディフェンダーとフォワードの層は厚いものの、中盤の実力者が姫野しかいないため攻撃のパターンが少ない。初戦の対掛川戦の前は(主に姫野と市原)テレビなどで掛川をバカにする発言を繰り返していたが、いざ試合が始まってみれば試合早々からオフサイドトラップを仕掛けられて攻撃の芽を摘まれる、中盤を支配された挙句に失点を重ねるなど散々な結果に終わってしまった。
姫野幸介（ひめの こうすけ）
- 学年 : +2
- ポジション : ミッドフィールダー
- 背番号 : 10

青城南の主将。1974年2月6日生まれ。身長173cm、体重62kg。血液型はO型。スマートなドリブルが売りのテクニシャンで、女子には絶大な人気を誇るため「青い貴公子」の異名を持つ。（一方、男子には絶大な不人気と言われている。）
市原時男（いちはら ときお）
- 声 : 幸野善之
- 学年 : 0
- ポジション : ゴールキーパー
- 背番号 : 1

しなやかな指先でボールの勢いを吸収してしまうことから、「レッドオクトパス」の異名を持つ。中学では藤井大介とチームメイトだった。藤井同様、嫌味な性格であることから掛川の主役メンバーからは疎まれており、これ以降に作品に現れることもなかった。

### 帝光学園高校（東京都）
高校サッカー界最強と謳われる。相手と同じ戦術を使用し、個々の能力で圧倒する伝統的な戦術は「悪魔の鏡（デモンズミラー）」と呼ばれ、恐れられている。
岩上順司（いわがみ じゅんじ）
- 声 : 中村大樹
- 学年 : +2
- ポジション : ミッドフィールダー→ディフェンダー
- 背番号 : 10

1973年6月19日生まれ。身長180cm、体重69kg。血液型はA型。帝光学園のキャプテンで、センチメートル単位のコース(作中ではゴールポスト右隅から5cm内側を狙うも、狙いすぎて健二がはじいたボールがポストに当たってしまった際には、その更に内側5cmを狙って確実に決めると口にし、延長戦では内側50cmを狙った)でシュートを狙うなどの超高校級のプレイから「キング」の異名を持つ。真面目な性格で考え方も堅いが、稀に周囲を和ませるほどのボケをかます。ユース編以降は斉木と一緒にいる描写が多い。プロ入り後にディフェンダーに転身。2010年W杯の時点では横浜マリノスに所属。
2014年ブラジルW杯を描いた読み切りでは、A代表キャプテンとなっている。
恩田朝之（おんだ ともゆき）
- 学年 : 0
- ポジション : フォワード、ミッドフィールダー→ディフェンダー
- 背番号 : 6→10

1975年12月4日生まれ。身長168cm、体重66kg。血液型はA型。2つの回転軸で急激な変化を生み出す「黄金の左」を有し、田仲の「幻の左」に匹敵するといわれる左のパワーシューター。帝光サッカー部において数少ない1年生で1軍選手で、「関東のマラドーナ」という異名を持つ。2年時はキャプテンで10番をつけ、ゲームメイクも修得している。家庭が裕福ではなかったために、医者の息子でサッカーの才能を持つ和広に嫉妬して道楽でサッカーをしていると決めつけ、対掛川戦では執拗に和広をマークしていた。2010年W杯の時点ではバイエルン・ミュンヘンに所属。
2014年ブラジルW杯を描いた読み切りでは、サイドバックに転身している。
草薙京悟（くさなぎ きょうご）
- 学年 : +2
- ポジション : ゴールキーパー
- 背番号 : 15

190cmの長身としなやかな筋肉を活かした独特のセービング方法から「パンテーラ（豹）」の異名を持ち、全国No.1ゴールキーパーと称される。高校の試合ではPK戦以外無失点という記録を作っている。その実力は、留学先のACミランジュニオレスでも認められている。冬の選手権では決勝のためだけに帰国したが、初登場時は金を持たずにタクシーに乗ってしまったためにタクシーの運転手と揉めていた(最終的には岩上が支払って事なきを得た)。イタリアにいた頃はルディやヴィリーと戦ったことがあるらしく、対バイエルン戦ではヴィリーのフィニッシュシュートを完璧に止めていたものの、対フランクフルト戦ではルディの攻撃に反応できずに失点してしまっていた。ユース代表候補にも選出されていたが、「忙しい」の一言で辞退し、代わりに健二が入った。2010年W杯の時点ではASローマに所属。
榊勝年（さかき かつとし）
- 学年 : +2
- ポジション : ディフェンダー
- 背番号 : 8

1973年5月21日生まれ。身長169cm、体重65kg。血液型はB型。確実な守備能力と、オーバーラップによる攻撃能力を併せ持つ。加納隆次と並んでユース代表の「老け顔コンビ」と呼ばれることも。
木ノ内（きのうち）
- 学年 : 0
- ポジション : ディフェンダー、フォワード
- 背番号 : 16→12

選手権決勝、対掛川・平松のマンツーマンディフェンス専用として投入されたディフェンダー。平松にも負けない俊足の持ち主で、元々は陸上部への推薦入学であったが、岩上に憧れてサッカー部に入部している。当初はリフティングすらままならない状態だったが、岩上のアドバイスにより1対1で完璧に相手を封じるでマーキングの技術を身につけている。インターハイではフォワードのレギュラーとなっている。
藤田清伸（ふじた きよのぶ）
- 学年 : -1
- ポジション : フォワード
- 背番号 : 13

中学時代はジュニアユースの代表に選ばれていた優秀なプレイヤー。プライドが非常に高く、年長者に対する無礼な物言いも見られる。
的場
- 声：矢田耕司

監督。帝光サッカー部の監督を20年も務めている。ミスした選手は、すぐに退場させつつも、その意味を説明する為、単なる厳格さによるものではない。

### 光明商工高校（神奈川県）
全国から家庭の事情でサッカーを続けられなくなった選手を奨学金で集めている。前沢が監督に就任してからはユーティリティー性のある選手やコンバートした選手でメンバーを揃え、頻繁にポジションチェンジを行う特殊な戦術を用いている。
城戸丈二（きど じょうじ）
- 学年 : +1
- ポジション : ミッドフィールダー
- 背番号 : 10

光明の司令塔で全国区のプレイヤー。2010年W杯の時点ではサンフレッチェ広島に所属。
小坂部直樹
浜野高校を参照。
河野敦彦（こうの あつひこ）
- 学年 : +1
- ポジション : ミッドフィールダー→ゴールキーパー
- 背番号 : 1

元々は沼津の高校の選手でミッドフィールダーとゴールキーパーを兼任しており、果敢に前へ出るプレイスタイルから「静岡のチラベルト」と称されていた。握力が強く指先だけでクリアしてしまう力強さと抜群の反応はプロ並みだが、前後の動きに弱点のある「2次元ゴールキーパー」である。
八神（やがみ）
- 学年 : +1
- ポジション : フォワード
- 背番号 : 14

光明の中心選手の1人。長身で全盛期の三浦知良並みの足捌きを持ち、得点力もありながらポストプレーやトリックプレーまでこなす器用な選手。
前沢雄一（まえざわ　ゆういち）
監督。大原由実子の前の九里浜の監督で、選手にはバランスやユーティリティー性を求める傾向がある。そのため左足しか使わないスタイルの伊東宏という才能に気付くことはなく、光明商工からの引き抜きに応じて監督に就任している。また、金銭で好みの選手を集めることもある。

### 豊川高校（愛知県）
高橋克久（たかはし かつひさ）
- 声 : 岩永哲哉
- 学年 : 0
- ポジション : フォワード、ミッドフィールダー
- 背番号 : 6

双子の兄で、ともに豊川のツートップを務める。弟と比べると人懐っこい性格で、プレイスタイルもやや守備的。兄弟でのコンビプレイ「マジックシザーズ」が得意技。2年生時は長身の1年にフォワードを任せ、ミッドフィールダーを務めている。
高橋信人（たかはし のぶと）
- 声 : 小林俊夫
- 学年 : 0
- ポジション : フォワード、ミッドフィールダー
- 背番号 : 9

双子の弟で、ともに豊川のツートップを務める。兄と比べると粗暴な性格で、プレイスタイルもやや攻撃的。2年生時は長身の1年にフォワードを任せ、ミッドフィールダーを務めている。

### 尾街西高校（広島県）
卒業生から毎年東京大学への合格者が出ている県内有数の進学校である。チーム全員が司令塔に必要とされる「空間把握能力」を持っており、それぞれが最善と考えるプレイを行う「11人の司令塔」という特異な戦術を用いる。
佐野圭太（さのけいた）
- 学年 : 0
- ポジション : ミッドフィールダー
- 背番号 : 10

しなやかで無駄のない身のこなしから「尾街の山猫（リンクス）」の異名を持つ。進学校にありながら1人飛び抜けたサッカーセンスを持っており、田仲の「ファントムドリブル」を初めて止めたのも佐野である。偏差値は高く、模試では平松よりも順位が上である。大学教授の父とは2年生時のインターハイでサッカーを止めて受験に専念する約束をしていたが、掛川との準々決勝を通じてサッカーを続ける意思を固めている。2010年W杯の時点ではサンフレッチェ広島に所属。

### 海外

#### ドイツ
ヴィリー・ラインハルト
前山工業高校を参照。
ルディ・エリック
- 声 : 三木眞一郎→塩沢兼人
- 学年 : +1
- ポジション : ディフェンダー（リベロ）
- 背番号 : 10（フランクフルト）

久保の西ドイツ滞在時代のチームメートであり、親友でもある。味方ゴール前で守備に参加した直後に相手ゴール前で得点に絡むなど尋常ではない運動量を誇り、対戦相手は12人を相手にしているような感想を持つという。左右の足で別々のフィニッシュシュートを持っており、右足で放たれるシュートはゴール手前で大きくホップするため「テイクオフシュート」と呼ばれる（左足は明かされずに物語は終了している）。同世代では飛び抜けたサッカーセンスを持ち、「ドイツの至宝」と称される。若くしてアイントラハト・フランクフルトで10番を背負っており、父親もまたフランクフルトで10番を背負っていた。顔は神谷とそっくりで、例えば掛川が冬の選手権で全国制覇を成し遂げた直後に久保の墓参りをした際に、掛川メンバーとのいざこざを止めるべく、一緒に来日していたハンスがルディの頭を下げさせたつもりが実は神谷の頭であったり、ワールドユースで日本メンバーがドイツに遠征に行った際にはドイツの少年達は神谷をルディと勘違いしてサインを求めたり、逆では3部の予選決勝戦で観戦していた加納達の前に現れたルディを帝光1年の藤田清伸が試合中の神谷が現れたと勘違いして神谷の名前を口に出してしまったりと、登場する度にネタにされる。当の本人達も自分とそっくりな姿が気に入らないからか、久保の墓前で出会って開口一番に「お前嫌いだ」と見開きページで同時に口にしていた。境遇もサッカーセンスはピカイチながら一匹狼でいたところを、久保の加入によりいつしか久保を認め、やがてチームメイトとも打ち解けるようになった点で共通している。
ハンス・クーガー
- 声 : 風間信彦
- 学年 : +1
- ポジション : ディフェンダー
- 背番号 : 4（フランクフルト）

久保やルディの親友で、フランクフルトの選手である。日本通で日本語を話す事ができ、登場するドイツの人物では屈指の好人物（というより日本人に親切）。小柄でありながら強靭な筋肉を誇り、大きな相手との競り合いでも負けることはない。ボールをタッチすることなくコントロールするテクニックがある模様（詳細は語られず、物語は終了している。）。4部の全国インターハイ決勝の掛川対九里浜の試合を観戦した際には、フェイエノールトの小野伸二に話しかけられたことがあり、サングラスと帽子をしていたために最初は誰だか分からなかった。
ラルフ・マテウス
- 学年 : 0

フランクフルト所属。ハンスよりも小柄であるがテクニックが優れており、日本のユース代表選手相手でも引けを取らなかった。若くして多数のソフトウェアの特許を取得している天才児であるが、知能が急激に発達した反面、身体の発達が遅れてしまい小学生の頃まで車椅子生活を余儀なくされたという。サッカーは元々リハビリテーションとして始めているが、周囲から知能面のみしか期待されない反骨心から努力を重ねてユース代表まで登りつめている。
カイゼル・フォン・バッハブルグ
- ポジション : ミッドフィールダー
- 背番号 : 10（ドルトムント）

爵位を持つ家系の末裔で、「ナッハフォルガー・デス・カイゼル（皇帝を継ぐ者）」の異名を持つ。ルディやヴィリーと並ぶユース代表の10番候補で、189cmの長身を活かしたパワープレイと強力なシュートを武器とする。取り巻きとつるんでいる描写があり、作中では確実に勝つために取り巻き達に試合前のヴィリーをナイフで怪我させたり、一美を誘拐させて試合に負けるように脅迫の電話をさせていたと思われていたが、実はサッカーに対しては真剣であり、実際には取り巻き達が単独で起こしていた行動であった。日本との試合の途中でその事実を知ってフィールドを抜け出し、試合後に取り巻き達をボコボコに殴って戻ってきた。ボルシア・ドルトムント所属。
ゲイル・マルクス
- ポジション : ゴールキーパー
- 背番号 : 17（ドルトムント）

カイルととも「鉄壁のマルクスブラザーズ」と呼ばれる。
カイル・マルクス
- ポジション : ミッドフィールダー（ボランチ）
- 背番号 : 11（ドルトムント）

#### ブラジル
ジョージ光岡（光岡丈時（みつおかじょうじ））
- 学年 : +2
- ポジション : ミッドフィールダー

将来を嘱望される天才的プレイヤーで、「デル・ソール（太陽）」の異名を持つ。母親が日本人のため幼い頃に日本で生活した経歴があり、その頃久保と出会っており、同じチームで練習した仲である。それが高じて、馬堀が日本に引っ越す際に掛川高校に編入するよう仕向けている。顔やプレイスタイルが久保と酷似しており、神谷や田仲らが戸惑うほどであったが、ノリはラテン系である。日本人の血も引くことから日本ユース代表候補に名を連ねたが、最終的にブラジルユース代表入りを決意する。その後、日本ユースのドイツ遠征・ドルトムント戦に駆けつけ、卑劣な行為に憤慨したチームメイトに請われて田仲とのダブル10番で出場、田仲に「ファントムドリブル」のきっかけとなるアドバイスを与えている。
2014年ブラジルW杯を描いた読み切りでは、ブラジル代表として10番のユニフォームを着ている。
マリオ・ローシャ
- ポジション : ゴールキーパー

抜群の反射神経から「山猫(オセロット)」の異名を持つ。どのポジションにおいても一流であるユーティリティー性を持っており、フィールドプレイもこなすため、ユースチームの戦術「タイトロープディフェンス」の要となっている。フラメンゴ所属。
パウル・ベル
- ポジション : ディフェンダー

身体能力の高さから「黒豹」の異名を持つ。フラメンゴ所属。
クラウディオ・ジョヴァンニ
- ポジション : ミッドフィールダー

華麗なゲームを組み立てることから「指揮者(マエストロ)」の異名を持つ。ボタフォゴ所属。
ルイジーニョ・エメルソン
- ポジション : フォワード

100%外さない正確なシュートから「狙撃手(スナイパー)」の異名を持つ。サンパウロFC所属。

#### スペイン
ペドロ・フォルネル
- ポジション : フォワード
- 背番号 : 10（レアル・アランフェス）、13（ラス・アランフェス）

「エル・マタドール（闘牛士）」の異名を持つスペインの至宝である。スペイン人の父と日本人の母とのハーフで、日本語が話せる。瞬発力とフットワークがあり、分身して見えるほどのフェイントは「ミラージュフェイント」と呼ばれる。フィニッシュシュートとして弾丸のような回転で破壊力を増す「スクリューシュート」を放つ（マルコとは名前と原理が同じだが効果が異なる）。レアル・アランフェスに所属していたが、試合中の事故でマルコに大怪我を負わせてからはサッカーを離れている。田仲と出会ってからは徐々に情熱を取り戻した。その後はレアル・アランフェスの存続を賭けたラス・アランフェスとの試合にラス・アランフェス側で出場するなどしたものの、最終的にレアル・アランフェスへの復帰を希望している。
マルコ・ゴンザレス
藤田東高校を参照。
ニコル・コルテス
- ポジション : ゴールキーパ
- 背番号 : 1（レアル・アランフェス）

レアル・アランフェスの選手で、スペインのユース代表選手。ペドロのレアル・アランフェス復帰に熱心な1人で、田仲を助っ人としてチームに引き込んだ。
イザベル・ゴンザレス
マルコの妹でペドロの幼馴染。当初はペドロとサッカー仲間との間に確執を作ったことで田仲が嫌っていたが、田仲に触発されるようにペドロも情熱を取り戻すにつれ、イザベル自身も田仲に好意を寄せるようになる。顔は遠藤一美にそっくりであり、初見の田仲が間違えたほどである。

### 『蒼きめぐり逢い』の登場人物

#### 掛川西中学校
田仲俊彦
掛川高校を参照。
平松和広
掛川高校を参照。
白石健二
掛川高校を参照。
水木光一（みずき こういち）
- 学年 : +2
- ポジション : ミッドフィールダー
- 背番号 : 10

掛西中時代の田仲たちの先輩。当時から中学生離れした戦術眼とテクニックの持ち主で、後にスペインにサッカー留学しており、田仲のスペイン留学は本来水木が所属するチームで行われる予定であった。2010年W杯の時点ではFCバルセロナに所属。
桜井永一（さくらい えいいち）
- 学年 : +2
- ポジション : ディフェンダー（スイーパー）
- 背番号 : 8

水木の親友で、サッカー部の副キャプテン。
大原由実子
九里浜学園高校を参照。

#### 見取中学校
織田徹也（おだ てつや）
- 学年 : +2
- ポジション : ミッドフィールダー
- 背番号 : 10

見取中のキャプテンで、水木と小学校時代にコンビを組んでいた。やや自信家であり、他者を上から見た発言も。当時は水木に勝るテクニシャンで、中学サッカー界5本の指に入るといわれていたが、その後はどうなったのかは不明。
大原裕
九里浜学園高校を参照。
奥山良
清水中央高校を参照。

#### その他
大山四郎（おおやま しろう）
- 学年 : +2
- ポジション : ディフェンダー
- 背番号 : 2

南陽中学校の守備の要で、5バックの中央3人（大山、山崎、山村）は「三連山」と呼ばれる。ラインを形成する3人がラインを保ったままオーバーラップする戦術も編み出している。

### その他
田仲の両親
- 声 : 上村典子（母）

母は気長で大らかな性格。モデルは作者である大島の両親。
田仲夏子（たなか なつこ）
- 声 : 萩森侚子
- 学年 : （+3以上）

田仲の姉。地元の大学に通う大学生。性格はかなり陽気で、弟のトシをからかうこともしばしば。恋愛に関しては軽いようだが、選手権以降は白石と恋仲になっている。
2014年ブラジルW杯を描いた読み切りでは、健二と結婚し、子供も3人もうけている。
平松修（ひらまつ おさむ）
- 声 : 田中秀幸

和広の父親で総合病院勤務の医師。藤田市（モデルは藤枝市）出身で、高校は藤田東に在学し天才選手として名を馳せ、「フラッシュパス」を考案している。私立T大学医学部に入学し全国優勝に導くとともに日本代表にも選ばれて活躍し、またベスト11にも選ばれている。日本国外の有名チームからオファーがあったものの断り、卒業後は親の跡を継いで医者となったが、2浪した上に二流医大出身ということで冷遇されており、すべてサッカーが原因だと妄信してしまっている。それらの経験から和広にサッカーを止めさせようとするが、妻の言葉によりサッカーを止めたことを後悔している自分に気付き、和広の活躍を見守る事にする。医師としてマルコと出会い、マルコが立ち直るために藤田東へと留学させる代わりとして、藤田東の監督に就任している。
平松静子（ひらまつしずこ）
- 声 : 関根明子

和広の母親。修とは高校の同級生。高校時代は映画部に所属しており、修に憧れて部の8ミリビデオでいつも試合を撮影していた。
白石響子（しらいし きょうこ）
- 声 : 青羽美代子

健二の母親。夫とは既に離婚しているらしく、女手一つで健二を養っている。
遠藤透（えんどう とおる）
- 声 : 私市淳

一美の弟。姉とは対照的に冷静である。
北原美奈子（きたはら みなこ）
- 声 : 遠藤みやこ
- 学年 : +1

久保の彼女。菊水女子高校に在籍している。久保の死後は喪失感から田仲をその代わりに据えようとしたが、田仲の一言でそのような行為を止めている。トム・クルーズのファン。
堀川真梨（ほりかわ まり）
- 声 ： 杉本友美

大人気女性アイドル。掛川・田仲の大ファンを宣言しており、積極的に田仲との仲を深めようとしている。
アモス励（アモス れい）
実在するラモス瑠偉をモデルにした人物。ヴェルディ川崎の現役の選手で、加納隆次のスカウトに同行した。ラモス本人は、実写版にも出演している。2014年ブラジルW杯では日本代表の監督を務めている。
セルシオ越前（セルシオ　えちぜん）
ワールドユース編での代表監督。実在するセルジオ越後をモデルにした人物。さり気なくギャグを口にしていた。
小野伸二（おの しんじ）
『新たなる伝説』終盤にゲスト出演。小野伸二をモデルとした選手で、掛川と九里浜に興味を持ち高原とともに決勝戦のスタジアムを訪れた。前日には掛西中トリオを相手にミニゲームで勝利している。
高原直泰（たかはら なおひろ）
『新たなる伝説』終盤に小野伸二と共にゲスト出演。
宍戸和茂（ししど かずしげ）
- 声 : 岸野幸正→掛川裕彦

アニメオリジナルキャラクター。サッカーボール雑誌の記者で常にサングラスをかけている。久保が生きていた当時はインターハイ優勝を最後にドイツにプロ入りするのではと、久保に付きまとい、悪口に近い記事を書いていたが、久保の死を機に考えを改め、掛川を応援するようになった。

### 代表チーム
ユース代表 ドイツ遠征メンバー
| 背番号 | 名前       | ポジション | 所属高校   |
| ------ | ---------- | ---------- | ---------- |
| 1      | 三橋英二郎 | GK         | 掛川北     |
| 12     | 白石健二   | GK         | 掛川       |
| 2      | 東雄吾     | DF         | 前山工業   |
| 3      | 氷室明彦   | DF         | 鶴ヶ崎学園 |
| 6      | 内海秋彦   | DF         | 清水学苑   |
| -      | 嶋浩一     | DF         | 前山工業   |
| -      | 榊勝年     | DF         | 帝光学園   |
| 7      | 加納隆次   | MF         | 藤田東     |
| 5      | 斉木誠     | MF         | 掛川北     |
| 4      | 岩上順司   | MF         | 帝光学園   |
| 8      | 神谷篤司   | MF         | 掛川       |
| -      | 馬堀圭吾   | MF         | 掛川       |
| -      | 川島太一   | MF         | 浜野       |
| -      | 姫野幸介   | MF         | 青城南     |
| 10     | 田仲俊彦   | FW         | 掛川       |
| 11     | 平松和広   | FW         | 掛川       |
| 13     | 松下浩     | FW         | 藤田東     |
| 15     | 恩田朝之   | FW         | 帝光学園   |
| 16     | 芹沢直茂   | FW         | 清水学苑   |

2010年 W杯ナイジェリア大会 日本代表
| 背番号 | 名前     | ポジション | 所属チーム             | 出身高校   |
| ------ | -------- | ---------- | ---------------------- | ---------- |
| 1      | 大原裕   | GK         | LA・ギャラクシ         | 九里浜学園 |
| 12     | 草薙京悟 | GK         | ASローマ               | 帝光学園   |
| 22     | 白石健二 | GK         | ジュビロ磐田           | 掛川       |
| 2      | 氷室明彦 | DF         | コンサドーレ札幌       | 鶴ヶ崎学園 |
| 3      | 岩上順司 | DF         | 横浜F・マリノス        | 帝光学園   |
| 4      | 東雄吾   | DF         | 鹿島アントラーズ       | 前山工業   |
| 5      | 斉木誠   | DF         | 清水エスパルス         | 掛川北     |
| 13     | 新田伸一 | DF         | ジュビロ磐田           | 掛川       |
| 14     | 牧野新平 | DF         | 横浜F・マリノス        | 九里浜学園 |
| 6      | 加納隆次 | MF         | パルマFC               | 藤田東     |
| 7      | 神谷篤司 | MF         | ユヴェントス           | 掛川       |
| 8      | 馬堀圭吾 | MF         | サントスFC             | 掛川       |
| 9      | 伊東宏   | MF         | フェイエノールト       | 九里浜学園 |
| 11     | 平松和広 | MF         | アーセナルFC           | 掛川       |
| 20     | 城戸丈二 | MF         | サンフレッチェ広島     | 光明商工   |
| 21     | 水木光一 | MF         | FCバルセロナ           | -          |
| 23     | 佐野圭太 | MF         | サンフレッチェ広島     | 尾街西     |
| 10     | 田仲俊彦 | FW         | レアル・マドリード     | 掛川       |
| 15     | 松下浩   | FW         | ジュビロ磐田           | 藤田東     |
| 16     | 恩田朝之 | FW         | バイエルン             | 帝光学園   |
| 17     | 芹沢直茂 | FW         | 清水エスパルス         | 清水学苑   |
| 18     | 篠塚憲   | FW         | 浦和レッドダイヤモンズ | 九里浜学園 |
| 19     | 広瀬清隆 | FW         | 清水エスパルス         | 掛川北     |

## 書誌情報

### 単行本
- 大島司 『シュート！』 講談社〈講談社コミックス〉、全33巻
  1. 1991年1月11日発売[4]、ISBN 4-06-311632-8
  2. 1991年2月13日発売[5]、ISBN 4-06-311644-1
  3. 1991年4月11日発売[6]、ISBN 4-06-311660-3
  4. 1991年6月11日発売[7]、ISBN 4-06-311679-4
  5. 1991年8月6日発売[8]、ISBN 4-06-311701-4
  6. 1991年10月14日発売[9]、ISBN 4-06-311720-0
  7. 1991年12月10日発売[10]、ISBN 4-06-311739-1
  8. 1992年3月11日発売[11]、ISBN 4-06-311764-2
  9. 1992年5月8日発売[12]、ISBN 4-06-311784-7
  10. 1992年7月9日発売[13]、ISBN 4-06-311806-1
  11. 1992年10月13日発売[14]、ISBN 4-06-311831-2
  12. 1993年1月11日発売[15]、ISBN 4-06-311860-6
  13. 1993年3月12日発売[16]、ISBN 4-06-311882-7
  14. 1993年6月7日発売[17]、ISBN 4-06-311910-6
  15. 1993年8月10日発売[18]、ISBN 4-06-311928-9
  16. 1993年10月12日発売[19]、ISBN 4-06-311946-7
  17. 1993年12月9日発売[20]、ISBN 4-06-311968-8
  18. 1994年3月15日発売[21]、ISBN 4-06-311995-5
  19. 1994年5月13日発売[22]、ISBN 4-06-312016-3
  20. 1994年7月7日発売[23]、ISBN 4-06-312032-5
  21. 1994年10月11日発売[24]、ISBN 978-4-06-312060-8
  22. 1994年12月8日発売[25]、ISBN 4-06-312080-5
  23. 1995年2月9日発売[26]、ISBN 4-06-312101-1
  24. 1995年5月15日発売[27]、ISBN 4-06-312136-4
  25. 1995年7月13日発売[28]、ISBN 4-06-312154-2
  26. 1995年9月12日発売[29]、ISBN 4-06-312176-3
  27. 1995年12月8日発売[30]、ISBN 4-06-312208-5
  28. 1996年2月14日発売[31]、ISBN 4-06-312230-1
  29. 1996年4月15日発売[32]、ISBN 4-06-312256-5
  30. 1996年6月14日発売[33]、ISBN 4-06-312277-8
  31. 1996年8月9日発売[34]、ISBN 4-06-312301-4
  32. 1996年10月15日発売[35]、ISBN 4-06-312326-X
  33. 1996年12月11日発売[36]、ISBN 4-06-312347-2
- 大島司 『シュート！ 久保嘉晴の伝説』 講談社〈KCデラックス〉、1994年11月15日発売[37]、ISBN 4-06-319547-3
- 大島司 『シュート！ 〜蒼きめぐり逢い〜』 講談社〈講談社コミックス〉、全5巻
  1. 1997年2月14日発売[38]、ISBN 4-06-312376-6
  2. 1997年4月15日発売[39]、ISBN 4-06-312398-7
  3. 1997年7月15日発売[40]、ISBN 4-06-312433-9
  4. 1997年9月13日発売[41]、ISBN 4-06-312454-1
  5. 1997年11月14日発売[42]、ISBN 4-06-312479-7
- 大島司 『シュート！ 〜熱き挑戦〜』 講談社〈講談社コミックス〉、全12巻
  1. 1998年3月13日発売[43]、ISBN 4-06-312527-0
  2. 1998年5月13日発売[44]、ISBN 4-06-312548-3
  3. 1998年7月15日発売[45]、ISBN 4-06-312573-4
  4. 1998年10月14日発売[46]、ISBN 4-06-312609-9
  5. 1998年12月14日発売[47]、ISBN 4-06-312633-1
  6. 1999年2月15日発売[48]、ISBN 4-06-312656-0
  7. 1999年4月14日発売[49]、ISBN 4-06-312679-X
  8. 1999年7月14日発売[50]、ISBN 4-06-312714-1
  9. 1999年9月13日発売[51]、ISBN 4-06-312737-0
  10. 1999年12月13日発売[52]、ISBN 4-06-312787-7
  11. 2000年2月15日発売[53]、ISBN 4-06-312804-0
  12. 2000年4月12日発売[54]、ISBN 4-06-312826-1
- 大島司 『シュート！ 〜新たなる伝説〜』 講談社〈講談社コミックス〉、全16巻
  1. 2000年7月14日発売[55]、ISBN 4-06-312865-2
  2. 2000年9月12日発売[56]、ISBN 4-06-312885-7
  3. 2000年11月14日発売[57]、ISBN 4-06-312906-3
  4. 2001年1月15日発売[58]、ISBN 4-06-312930-6
  5. 2001年4月13日発売[59]、ISBN 4-06-312961-6
  6. 2001年6月13日発売[60]、ISBN 4-06-312982-9
  7. 2001年8月8日発売[61]、ISBN 4-06-313009-6
  8. 2001年11月14日発売[62]、ISBN 4-06-313043-6
  9. 2002年1月15日発売[63]、ISBN 4-06-313066-5
  10. 2002年3月13日発売[64]、ISBN 4-06-313086-X
  11. 2002年6月14日発売[65]、ISBN 4-06-363115-X
  12. 2002年8月9日発売[66]、ISBN 4-06-363134-6
  13. 2002年11月13日発売[67]、ISBN 4-06-363168-0
  14. 2003年1月15日発売[68]、ISBN 4-06-363192-3
  15. 2003年3月14日発売[69]、ISBN 4-06-363214-8
  16. 2003年6月13日発売[70]、ISBN 4-06-363256-3
- 大島司（原作） / 中山雅史（主演） / 外池達宏（作画） 『シュート！の世界にゴン中山が転生してしまった件』 講談社〈KCデラックス〉、全5巻
  1. 2020年7月9日発売[71]、ISBN 978-4-06-520151-0
  2. 2020年9月9日発売[72]、ISBN 978-4-06-520680-5
  3. 2020年12月9日発売[73]、ISBN 978-4-06-521679-8
  4. 2021年3月9日発売[74]、ISBN 978-4-06-522641-4
  5. 2021年4月8日発売[75]、ISBN 978-4-06-522878-4

### 講談社漫画文庫
- 大島司 『シュート！』 講談社〈講談社漫画文庫〉、全16巻
  1. 2003年8月12日発売[76]、ISBN 4-06-360605-8
  2. 2003年8月12日発売[77]、ISBN 4-06-360606-6
  3. 2003年9月12日発売[78]、ISBN 4-06-360616-3
  4. 2003年9月12日発売[79]、ISBN 4-06-360617-1
  5. 2003年10月10日発売[80]、ISBN 4-06-360630-9
  6. 2003年10月10日発売[81]、ISBN 4-06-360631-7
  7. 2003年11月12日発売[82]、ISBN 4-06-360651-1
  8. 2003年11月12日発売[83]、ISBN 4-06-360652-X
  9. 2003年12月12日発売[84]、ISBN 4-06-360672-4
  10. 2003年12月12日発売[85]、ISBN 4-06-360673-2
  11. 2004年1月9日発売[86]、ISBN 4-06-360698-8
  12. 2004年1月9日発売[87]、ISBN 4-06-360699-6
  13. 2004年2月10日発売[88]、ISBN 4-06-360711-9
  14. 2004年2月10日発売[89]、ISBN 4-06-360712-7
  15. 2004年3月12日発売[90]、ISBN 4-06-360727-5
  16. 2004年3月12日発売[91]、ISBN 4-06-360728-3
- 大島司 『シュート！ 〜蒼きめぐり逢い〜』 講談社〈講談社漫画文庫〉、全3巻
  1. 2004年6月11日発売[92]、ISBN 4-06-360754-2
  2. 2004年6月11日発売[93]、ISBN 4-06-360755-0
  3. 2004年7月9日発売[94]、ISBN 4-06-360762-3
- 大島司 『シュート！ 〜熱き挑戦〜』 講談社〈講談社漫画文庫〉、全6巻
  1. 2004年8月10日発売[95]、ISBN 4-06-360771-2
  2. 2004年8月10日発売[96]、ISBN 4-06-360772-0
  3. 2004年9月10日発売[97]、ISBN 4-06-360791-7
  4. 2004年9月10日発売[98]、ISBN 4-06-360792-5
  5. 2004年10月8日発売[99]、ISBN 4-06-360811-5
  6. 2004年10月8日発売[100]、ISBN 4-06-360812-3
- 大島司 『シュート！ 〜新たなる伝説〜』 講談社〈講談社漫画文庫〉、全8巻
  1. 2004年11月12日発売[101]、ISBN 4-06-360834-4
  2. 2004年11月12日発売[102]、ISBN 4-06-360835-2
  3. 2004年12月10日発売[103]、ISBN 4-06-360850-6
  4. 2004年12月10日発売[104]、ISBN 4-06-360851-4
  5. 2005年1月12日発売[105]、ISBN 4-06-360874-3
  6. 2005年1月12日発売[106]、ISBN 4-06-360875-1
  7. 2005年2月10日発売[107]、ISBN 4-06-360889-1
  8. 2005年2月10日発売[108]、ISBN 4-06-360890-5

### 廉価版
- 大島司 『シュート！』 講談社〈講談社プラチナコミックス〉、全24巻
  1. 「トシ・和広・健二再び集結!!編」2004年6月9日発売[109]、ISBN 4-06-353259-3
  2. 「掛高レギュラーへの道!!編」2004年6月23日発売[110]、ISBN 4-06-353274-7
  3. 「ミラクルサッカー・ついに始動!!編」2004年7月14日発売[111]、ISBN 4-06-353292-5
  4. 「恋のトライアングル発覚!?編」2004年7月28日発売[112]、ISBN 4-06-353307-7
  5. 「10番・久保嘉晴 伝説の誕生!!編」2004年8月11日発売[113]、ISBN 4-06-353320-4
  6. 「新生!掛高サッカー部!!編」2004年8月25日発売[114]、ISBN 4-06-353339-5
  7. 「エース・ストライカー誕生!!編」2004年9月8日発売[115]、ISBN 4-06-353354-9
  8. 「背番号10・プレッシャーとの闘い!編」2004年9月22日発売[116]、ISBN 4-06-353365-4
  9. 「打倒!!奇才・フィールドの魔術師!編」2004年10月13日発売[117]、ISBN 4-06-353377-8
  10. 「因縁の対決!!掛高vs藤田東編」2004年10月27日発売[118]、ISBN 4-06-353389-1
  11. 「死闘!アイコンタクトの奇跡!!編」2004年11月10日発売[119]、ISBN 4-06-353403-0
  12. 「全国高校サッカー選手権・開幕!編」2004年11月24日発売[120]、ISBN 4-06-353415-4
  13. 「立ちはだかる北海の氷壁!!編」2004年12月8日発売[121]、ISBN 4-06-353425-1
  14. 「掛高サッカー部・最大のピンチ!編」2004年12月22日発売[122]、ISBN 4-06-353436-7
  15. 「トシ、エースをかけた約束の日!編」2005年1月12日発売[123]、ISBN 4-06-353445-6
  16. 「キング・オブ・シュート炸裂!!編」2005年1月26日発売[124]、ISBN 4-06-353455-3
  17. 「ミラクルチーム・掛高　最終決戦!!編」2005年2月9日発売[125]、ISBN 4-06-353467-7
  18. 「決勝戦!! 悪魔の鏡・帝光編」2005年2月23日発売[126]、ISBN 4-06-353477-4
  19. 「掛川高校・優勝へのシュート!!編」2005年3月9日発売[127]、ISBN 4-06-353486-3
  20. 「トシ・和広・健二　新たなる闘い!!編」2005年3月23日発売[128]、ISBN 4-06-353498-7
  21. 「最強・全日本ユース始動!!編」2005年4月13日発売[129]、ISBN 4-06-371509-4
  22. 「全日本ユースvs世界のレベル編」2005年4月27日発売[130]、ISBN 4-06-371521-3
  23. 「掛高・そして新たなる伝説へ!編」2005年5月11日発売[131]、ISBN 4-06-371535-3
  24. 「特別編・久保嘉晴の伝説!!」2005年5月25日発売[132]、ISBN 4-06-371546-9
- 大島司 『シュート！ 〜蒼きめぐり逢い〜』 講談社〈講談社プラチナコミックス〉、全3巻
  1. 「トシ・和広・健二ー運命の出逢い！！編」2006年1月11日発売[133]、ISBN 4-06-371664-3
  2. 「熱闘必勝サッカー！！編」2006年1月25日発売[134]、ISBN 4-06-371668-6
  3. 「「幻の左」が目覚める日！！編」2006年2月8日発売[135]、ISBN 4-06-371674-0
- 大島司 『シュート！ 〜熱き挑戦〜』 講談社〈講談社プラチナコミックス〉、全8巻
  1. 「トシ・スペインサッカーに挑戦！編」2006年4月26日発売[136]、ISBN 4-06-371724-0
  2. 「勇姿・トシ！！編」2006年5月10日発売[137]、ISBN 4-06-371737-2
  3. 「最強の壁！！編」2006年5月24日発売[138]、ISBN 4-06-371745-3
  4. 「決戦前夜！！編」2006年6月7日発売[139]、ISBN 4-06-371754-2
  5. 「決勝対決！！編」2006年6月21日発売[140]、ISBN 4-06-371762-3
  6. 「久保の魂！！編」2006年7月5日発売[141]、ISBN 4-06-371777-1
  7. 「特別な闘い！！編」2006年7月19日発売[142]、ISBN 4-06-371785-2
  8. 「掛高・V！！編」2006年8月2日発売[143]、ISBN 4-06-371793-3
- 大島司 『シュート！ 〜新たなる伝説〜』 講談社〈講談社プラチナコミックス〉、全11巻
  1. 「奇跡の左！！編」2006年8月16日発売[144]、ISBN 4-06-371803-4
  2. 「打倒！！ 掛川 編」2006年9月6日発売[145]、ISBN 4-06-371815-8
  3. 「九里浜の闘い！！編」2006年9月20日発売[146]、ISBN 4-06-371826-3
  4. 「本当の奇跡！！編」2006年10月4日発売[147]、ISBN 4-06-371838-7
  5. 「ヒロの右足！！編」2006年10月18日発売[148]、ISBN 4-06-371845-X
  6. 「11人の司令塔！！編」2006年11月1日発売[149]、ISBN 4-06-371858-1
  7. 「空白の瞬間！！編」2006年11月15日発売[150]、ISBN 4-06-371866-2
  8. 「掛川の10番！！編」2006年12月6日発売[151]、ISBN 4-06-371877-8
  9. 「決勝開始！！編」2006年12月20日発売[152]、ISBN 4-06-371884-0
  10. 「トシ・復活！！編」2006年12月27日発売[153]、ISBN 4-06-371899-9
  11. 「広い世界へ―！！編」2007年1月15日発売[154]、ISBN 978-4-06-371905-5

### 関連書籍
- 『シュート！THE FINAL INDEX』 講談社〈KCデラックス〉、2003年6月13日発売[155]、ISBN 4-06-334737-0
- サッカーコミック研究会（著） 『「シュート」田仲俊彦ヒーロー伝説の謎』 文化創作出版〈My book〉、1993年12月発行、ISBN 4-89387-075-0

## テレビアニメ

### 蒼き伝説 シュート！
1993年11月7日から1994年12月25日にかけてフジテレビ系列で放送された。当初は1993年10月17日放送開始予定だったが放送期間の調整のため、前番組の『有言実行三姉妹シュシュトリアン』を3話延長し、11月7日からの放送開始となった。『シュシュトリアン』まで東映不思議コメディーシリーズを放送していたフジテレビの日曜午前9時枠は、本作より東映動画が制作するアニメ枠となる。
ストーリーは概ね原作に準拠しているがトシ、和広、健二、一美の4人が小学校の幼馴染となり、一美を取り巻く俊彦と和広の駆け引きや健二と夏子の恋模様はドラマティックに描かれている。前山との試合が終わった後、2年生になったトシたちを描いて、物語は幕を閉じた。
未成年の飲酒シーンやアダルトシーンの大半は間接的に描かれているも第22話では一美とトシの飲酒や俊彦が一美の胸を見て興奮してトイレに駆け込み、夏子が「朝から元気だから気をつけてね」と一美に言う際どいシーン（KC9巻収録）はそのまま映像化された。
終盤には一美がアイドルとして楽曲をリリースするという設定が加わり、実際にエンディングテーマとなった他、1994年12月16日にメルダックから「KAZUMI」というタイトルで日髙のり子が歌うミニアルバムが発売された。
1994年10月からは『キャプテン翼J』が放送開始され、本作最終回までサッカー漫画を原作とするアニメが同一キー局系列で2作品放送されていた（金田耕司プロデューサーは両作品を担当していた）。
2005年にハピネット（発売元:avex mode）からDVD-BOXとレンタルDVDが発売された。
2022年には後述の『Goal to the Future』の放送を記念し、YouTubeの東映アニメーションミュージアムチャンネルにて限定公開が実施される。

#### スタッフ
- 企画 - 清水賢治・金田耕司
- プロデューサー - 清水慎治・高見義雄
- 原作 - 大島司（講談社 週刊少年マガジン連載）
- 原案協力 - 菅原喜一郎、城戸雄介、村松充裕（講談社『週刊少年マガジン』編集部）
- 製作担当 - 堀川和政
- 音楽 - 本間勇輔
- キャラクターデザイン - 荒木伸吾、姫野美智
- 作画監修 - 荒木伸吾、芽野京子
- 美術デザイン - 窪田忠雄
- シリーズディレクター - 西尾大介
- 背景 - スタジオWHO、みにあ〜と、スタジオロフト
- 仕上 - ピーコック
- 色指定検査 - 浅井聡子、宮川恵美子、細野芳光
- 特殊効果 - 中島正之、西村龍徳
- 撮影 - ACCプロダクション
- 編集 - 片桐公一
- 録音 - 今関種吉
- 効果 - 今野康之、森川永子
- 選曲 - 西川耕祐
- 記録 - 小川真美子
- 演出助手 - 石川敏浩、池田洋子、清水依子、長濱亘彦、平松巨視
- 製作進行 - 横渕康人、野田由起夫、前薗圭、北野恵介、中井信貴
- 美術進行 - 御園博
- 仕上進行 - 清水洋一、山下紀彦、平松巨規、北野恵介、松下周史、佐藤初
- 広報 - 川越悦子→別所美穂
- 録音スタジオ - タバック
- 現像 - 東映化学
- 制作 - フジテレビ、東映動画

#### 主題歌
「エール〜あなたの夢が叶うまで〜」
WENDYによるオープニングテーマ。作詞・作曲は寄田真理、大隈宮、編曲はWENDY、勝守理。
「素直でいたい」
WENDYによるエンディングテーマ。作詞は山本綾、寄田真理、作曲は寄田真理、編曲はWENDY。
本作放送前の1993年夏に名鉄百貨店お中元キャンペーンのCMソングとして起用されていた（ダブルタイアップ）。
「私だって」
遠藤一美=日髙のり子によるエンディングテーマ。作詞は秋元康、作曲・編曲は太田美知彦。

#### 各話リスト
| 話数 | サブタイトル           | 脚本     | （コンテ） 演出       | 作画監督   | 美術     | 放送日         |
| ---- | ---------------------- | -------- | --------------------- | ---------- | -------- | -------------- |
| 1    | キックオフ             | 武上純希 | 西尾大介              | 遠藤明夫   | 藤田勉   | 1993年 11月7日 |
| 2    | オフサイド             | 武上純希 | 矢部秋則              | 高橋敏雄   | 田原優子 | 11月14日       |
| 3    | エースナンバー         | 武上純希 | 鈴木吉男              | 滝川和男   | 渡辺佳人 | 11月21日       |
| 4    | ライバル               | 武上純希 | 川田武範              | 大河原晴男 | 清水哲弘 | 11月28日       |
| 5    | レギュラー             | 神戸一彦 | 細田雅弘              | 内山正幸   | 田原優子 | 12月5日        |
| 6    | ゴールキーパー         | 神戸一彦 | 角銅博之              | アベ正己   | 横山千草 | 12月12日       |
| 7    | チームプレー           | 武上純希 | 矢部秋則              | 茅野京子   | 渡辺佳人 | 12月19日       |
| 8    | チャンス               | 神戸一彦 | 鈴木吉男              | 滝川和男   | 清水哲弘 | 12月26日       |
| 9    | ペナルティ・キック     | 神戸一彦 | 西尾大介              | 高橋敏雄   | 田原優子 | 1994年 1月9日  |
| 10   | トライアングル         | 武上純希 | 貝澤幸男              | 八島善孝   | 横山千草 | 1月16日        |
| 11   | デコイラン             | 武上純希 | 川田武範              | 荒木伸吾   | 渡辺佳人 | 1月23日        |
| 12   | ストライカー           | 神戸一彦 | 吉沢孝男              | アベ正己   | 清水哲弘 | 1月30日        |
| 13   | レフト                 | 神戸一彦 | 角銅博之              | 茅野京子   | 田原優子 | 2月6日         |
| 14   | ベストエイト           | 武上純希 | 細田雅弘              | 内山正幸   | 横山千草 | 2月13日        |
| 15   | アイコンタクト         | 武上純希 | 鈴木吉男              | 滝川和男   | 渡辺佳人 | 2月20日        |
| 16   | シークレット・ウェポン | 神戸一彦 | 貝澤幸男              | 高橋敏雄   | 清水哲弘 | 2月27日        |
| 17   | カウンターアタック     | 神戸一彦 | 川田武範              | 堀澤聡志   | 田原優子 | 3月6日         |
| 18   | レジェンド             | 武上純希 | 西尾大介              | 荒木伸吾   | 横山千草 | 3月13日        |
| 19   | サドンデス             | 武上純希 | 吉沢孝男              | アベ正己   | 渡辺佳人 | 3月20日        |
| 20   | レクイエム             | 武上純希 | 角銅博之              | 茅野京子   | 清水哲弘 | 3月27日        |
| 21   | ニューフェイス         | 神戸一彦 | 貝澤幸男              | 八島善孝   | 田原優子 | 4月3日         |
| 22   | プロポーズ             | 武上純希 | 細田雅弘              | 高橋敏雄   | 藤田勉   | 4月10日        |
| 23   | イエローカード         | 神戸一彦 | 鈴木吉男              | 滝川和男   | 横山千草 | 4月17日        |
| 24   | スタート               | 武上純希 | 川田武範              | アベ正己   | 渡辺佳人 | 4月24日        |
| 25   | ユニフォーム           | 神戸一彦 | 角銅博之              | 飯島弘也   | 藤田勉   | 5月1日         |
| 26   | マドンナ・シュート     | 武上純希 | 貝澤幸男              | 茅野京子   | 清水哲弘 | 5月8日         |
| 27   | レッドカード           | 神戸一彦 | 吉沢孝男              | 八島善孝   | 田原優子 | 5月15日        |
| 28   | マネージャー           | 武上純希 | 角銅博之              | 菊池城二   | 藤田勉   | 5月22日        |
| 29   | ハットトリック         | 神戸一彦 | 細田雅弘              | 高橋敏雄   | 横山千草 | 5月29日        |
| 30   | インターセプト         | 武上純希 | （鈴木吉男） 高田淳   | 滝川和男   | 渡辺佳人 | 6月5日         |
| 31   | マイウェイ             | 武上純希 | 西尾大介              | 飯島弘也   | 藤田勉   | 6月12日        |
| 32   | テクニシャン           | 神戸一彦 | 川田武範              | アベ正己   | 清水哲弘 | 6月19日        |
| 33   | ドリーム               | 神戸一彦 | 貝澤幸男              | 茅野京子   | 田原優子 | 6月26日        |
| 34   | マジシャン             | 武上純希 | 角銅博之              | 伊東美奈子 | 藤田勉   | 7月3日         |
| 35   | トリック               | 武上純希 | 細田雅弘              | 高橋敏雄   | 横山千草 | 7月10日        |
| 36   | Jリーグ                | 武上純希 | 吉沢孝男              | 八島善孝   | 渡辺佳人 | 7月17日        |
| 37   | スポットライト         | 武上純希 | （貝澤幸男） 鈴木吉男 | 滝川和男   | 藤田勉   | 7月31日        |
| 38   | フラッシュパス         | 神戸一彦 | 西尾大介              | 飯島弘也   | 清水哲弘 | 8月7日         |
| 39   | ミサンガ               | 武上純希 | 川田武範              | 菊池城二   | 田原優子 | 8月14日        |
| 40   | ファイナル             | 神戸一彦 | 貝澤幸男              | アベ正己   | 藤田勉   | 8月21日        |
| 41   | ボクサー               | 武上純希 | 角銅博之              | 伊東美奈子 | 横山千草 | 8月28日        |
| 42   | イーブン               | 神戸一彦 | 細田雅弘              | 高橋敏雄   | 渡辺佳人 | 9月4日         |
| 43   | カウンターシュート     | 神戸一彦 | 吉沢孝男              | 茅野京子   | 藤田勉   | 9月11日        |
| 44   | チャレンジ             | 武上純希 | 鈴木吉男              | 滝川和男   | 清水哲弘 | 9月18日        |
| 45   | ミラクルチーム         | 武上純希 | 貝澤幸男              | 飯島弘也   | 田原優子 | 9月25日        |
| 46   | オーディション         | 武上純希 | 川田武範              | 竹内哲也   | 藤田勉   | 10月2日        |
| 47   | オールスターズ         | 神戸一彦 | 角銅博之              | アベ正己   | 横山千草 | 10月9日        |
| 48   | カイザー               | 神戸一彦 | 細田雅弘              | 伊東美奈子 | 渡辺佳人 | 10月16日       |
| 49   | リベロ                 | 神戸一彦 | 吉沢孝男              | 高橋敏雄   | 藤田勉   | 10月23日       |
| 50   | マジックシザーズ       | 武上純希 | 貝澤幸男              | 菊池城二   | 清水哲弘 | 10月30日       |
| 51   | キス                   | 神戸一彦 | 鈴木吉男              | 滝川和男   | 田原優子 | 11月6日        |
| 52   | プロミス               | 武上純希 | 川田武範              | 竹内哲也   | 藤田勉   | 11月13日       |
| 53   | ウルフ                 | 武上純希 | 角銅博之              | アベ正己   | 渡辺佳人 | 11月20日       |
| 54   | オフサイドトラップ     | 神戸一彦 | 細田雅弘              | 伊東美奈子 | 藤田勉   | 11月27日       |
| 55   | バイシクルシュート     | 神戸一彦 | 吉沢孝男              | 高橋敏雄   | 田原優子 | 12月4日        |
| 56   | ラストステージ         | 武上純希 | 貝澤幸男              | 菊池城二   | 藤田勉   | 12月11日       |
| 57   | ラブレター             | 武上純希 | 鈴木吉男              | 滝川和男   | 横山千草 | 12月18日       |
| 58   | トゥモロー             | 武上純希 | 貝澤幸男              | 飯島弘也   | 藤田勉   | 12月25日       |

#### 放送局
| 放送地域   | 放送局             | 放送期間                                                                                                 | 放送日時                                                                                      | 放送系列       | ネット状況              | 備考     |
| ---------- | ------------------ | --- | --------------------------------------------------------------------------------------------- | -------------- | ----------------------- | -------- |
| 関東広域圏 | フジテレビ         | 1993年11月7日 - 1994年12月25日                                                                           | 日曜 9:00 - 9:30                                                                              | フジテレビ系列 | 制作局                  |          |
| 北海道     | 北海道文化放送     | 1993年11月7日 - 1994年12月25日                                                                           | 日曜 9:00 - 9:30                                                                              | フジテレビ系列 | 同時ネット              |          |
| 岩手県     | 岩手めんこいテレビ | 1993年11月7日 - 1994年12月25日                                                                           | 日曜 9:00 - 9:30                                                                              | フジテレビ系列 | 同時ネット              |          |
| 宮城県     | 仙台放送           | 1993年11月7日 - 1994年12月25日                                                                           | 日曜 9:00 - 9:30                                                                              | フジテレビ系列 | 同時ネット              |          |
| 新潟県     | 新潟総合テレビ     | 1993年11月7日 - 1994年12月25日                                                                           | 日曜 9:00 - 9:30                                                                              | フジテレビ系列 | 同時ネット              |          |
| 石川県     | 石川テレビ         | 1993年11月7日 - 1994年12月25日                                                                           | 日曜 9:00 - 9:30                                                                              | フジテレビ系列 | 同時ネット              |          |
| 広島県     | テレビ新広島       | 1993年11月7日 - 1994年12月25日                                                                           | 日曜 9:00 - 9:30                                                                              | フジテレビ系列 | 同時ネット              |          |
| 福岡県     | テレビ西日本       | 1993年11月7日 - 1994年12月25日                                                                           | 日曜 9:00 - 9:30                                                                              | フジテレビ系列 | 同時ネット              |          |
| 近畿広域圏 | 関西テレビ         | 1993年11月7日 - 不明 不明                                                                                | 日曜 9:00 - 9:30 日曜 9:30 - 10:00                                                            | フジテレビ系列 | 遅れネット ↓ 同時ネット | [ 注 5 ] |
| 佐賀県     | サガテレビ         | 1993年11月7日 - 不明 不明                                                                                | 日曜 9:00 - 9:30 日曜 9:30 - 10:00                                                            | フジテレビ系列 | 遅れネット ↓ 同時ネット |          |
| 長崎県     | テレビ長崎         | 1993年11月7日 - 不明 不明                                                                                | 日曜 9:00 - 9:30 日曜 9:30 - 10:00                                                            | フジテレビ系列 | 遅れネット ↓ 同時ネット |          |
| 長野県     | 長野放送           | 1993年11月7日 - 1994年12月25日                                                                           | 日曜 9:30 - 10:00                                                                             | フジテレビ系列 | 遅れネット              |          |
| 静岡県     | テレビ静岡         | 1993年11月12日 - 1995年1月6日                                                                            | 金曜 17:30 - 18:00                                                                            | フジテレビ系列 | 遅れネット              |          |
| 富山県     | 富山テレビ         | 1994年9月時点 1994年11月時点                                                                             | 土曜 6:00 - 6:30 木曜 16:30 - 17:00                                                           | フジテレビ系列 | 遅れネット              |          |
| 福井県     | 福井テレビ         | 1994年5月時点                                                                                            | 月曜 16:30 - 17:00                                                                            | フジテレビ系列 | 遅れネット              |          |
| 山梨県     | テレビ山梨         | 1994年1月22日〜12月16日(第1〜39話) 1995年1月8日〜3月26日(第40〜48話) 1995年4月1日〜6月10日(第49〜最終回) | 金曜 15:55 - 16:25(第1〜39話) → 日曜 6:10 - 6:40(第40〜48話) → 土曜 5:55 - 6:25(第49〜最終回) | TBS系列        | 遅れネット              | [ 注 6 ] |

| フジテレビ 日曜 9:00 - 9:30                                                                       | フジテレビ 日曜 9:00 - 9:30                                              | フジテレビ 日曜 9:00 - 9:30                            |
| 前番組                                                                                            | 番組名                                                                   | 次番組                                                 |
| ------------------------------------------------------------------------------------------------- | ------------------------------------------------------------------------ | ------------------------------------------------------ |
| 有言実行三姉妹シュシュトリアン （1993年1月10日 - 10月31日） ※ここまで東映不思議コメディーシリーズ | 蒼き伝説 シュート！ （1993年11月7日 - 1994年12月25日） ※本作よりアニメ枠 | 空想科学世界ガリバーボーイ （1995年1月8日 - 12月24日） |

#### 劇場版
1994年冬東映アニメフェアで映画化された。1994年12月4日、全国東映系公開。上映時間30分。同時上映は『劇場版美少女戦士セーラームーンS』と『おさわが!スーパーベビー』。

### シュート！Goal to the Future
2022年7月から9月までAT-Xほかにて放送された。ストーリーは完全オリジナルであり、弱体化した掛川高校に通う主人公・辻秀人や「世界の闘将」と呼ばれるようになった神谷が中心となる。

#### 登場人物 (Goal to the Future)
辻 秀人（つじ ひでと）
声 - 小林千晃
黒川 昴流（くろかわ すばる）
声 - 土岐隼一
風馬 成（かざま じょう）
声 - 小野友樹
小久保 公平（こくぼ こうへい）
声 - 土屋神葉
神谷 篤司（かみや あつし）
声 - 梅原裕一郎
久保 嘉晴（くぼ よしはる）
声 - 鳥海浩輔
田仲俊彦（たなか としひこ）
声 - 森久保祥太郎
平松和広（ひらまつ かずひろ）
声 - 平川大輔

#### スタッフ (Goal to the Future)
- 原案 - 大島司[165]
- 企画 - ボアソルチマネジメント、クランチロール[165]
- 監督 - 中村憲由[165]
- 副監督 - 北村淳一[165]
- シリーズ構成 - 広田光毅[165]
- キャラクター原案・キャラクターデザイン - 秋山由樹子[165]
- 美術監督 - 桑原悟
- 色彩設計 - いわみみか。
- 衣装デザイン・プロップデザイン - 杉山友美
- 撮影監督 - 塩川智幸
- 編集 - 新見元希
- 音響監督 - 山本浩司[165]
- 音楽 - Command S.inc
- 音楽プロデューサー - 須賀勇介
- 音楽制作 - サンクレイド
- サッカー技術協力 - 小野伸二
- サッカー監修 - 勝俣友之介
- 企画統括 - 黒須信彦、大森慎司、梅本享
- プロデューサー - 黒須信彦、戸板雅明、林信二、佐藤友紀、宮本秀晃、村上壮、中東豊和、髙野泰博、尾山仁康、吉田健人、Dynamite Tommy、礒谷徳知、金成雄文
- アニメーションプロデューサー - はとりあゆむ
- 監修 - 出﨑哲[165]
- アニメーション制作 - EMTスクエアード[165]、マジックバス
- 製作 - 「シュート！Goal to the Future」製作委員会

#### 主題歌 (Goal to the Future)
「アオレイド」
宮川愛李によるオープニングテーマ。作詞はaireen、作曲は南田健吾、編曲はSoft Boiled Rockers、南田健吾。
「RIVALS」
all at onceによるエンディングテーマ。作詞・作曲はRa-U、編曲は亀田誠治。

#### 各話リスト (Goal to the Future)
| 話数   | サブタイトル | 脚本       | 絵コンテ          | 演出                       | 作画監督 | 総作画監督                              | 初放送日      |
| ------ | ------------ | ---------- | ----------------- | -------------------------- | --- | --------------------------------------- | ------------- |
| 第1話  | 烏合         | 広田光毅   | 中村憲由          | 中村憲由                   | 大野勉 Nyki Ikyn 藤田正幸 築山翔太                                                                                | 秋山由樹子                              | 2022年 7月2日 |
| 第2話  | 負け犬集団   | 広田光毅   | 中村憲由          | 中村憲由                   | 山本径子 | 永井泰平                                | 7月9日        |
| 第3話  | 去る者       | 広田光毅   | 北村淳一          | 北村淳一                   | Nyki Ikyn 岡田由紀子 斎藤香織 大野勉 片岡恵美子 優利動画 光の園アニメーション ワンオーダー                        | 秋山由樹子                              | 7月16日       |
| 第4話  | 揺れる       | いよく直人 | 熨斗谷充孝        | 熨斗谷充孝                 | 山本径子 桝井一平 桜井木ノ実 李良鵬 王斌                                                                          | 永井泰平                                | 7月23日       |
| 第5話  | 旧友         | いよく直人 | 中村憲由          | 中村憲由                   | Nyki Ikyn 五十嵐俊介 飯飼一幸 花輪美幸                                                                            | 谷津美弥子                              | 7月30日       |
| 第6話  | ナポリタン   | 広田光毅   | 中村憲由          | 前屋俊広                   | 山本径子 蕭宇庭                                                                                                   | 永井泰平                                | 8月6日        |
| 第7話  | 合宿         | 金杉弘子   | 北村淳一          | 北村淳一                   | Nyki Ikyn 杉村苑美 北村淳一 南伸一郎 光の園アニメーション CJT                                                     | 谷津美弥子 北村淳一                     | 8月13日       |
| 第8話  | 糸           | 金杉弘子   | 中村憲由          | 熨斗谷充孝                 | 山本径子 蕭宇庭 桝井一平 桜井木ノ実 陈亮 王斌                                                                     | 永井泰平                                | 8月20日       |
| 第9話  | 崩壊         | 藤本冴香   | 今中菜々          | 今中菜々                   | 桑谷伊智 竹澤清貴 西川真人                                                                                        | 秋山由樹子                              | 8月27日       |
| 第10話 | 空虚         | 藤本冴香   | 高林久弥          | 寒竹清隆                   | 山本径子 蕭宇庭 桝井一平 鈴木伸一 清田華穂 柄本彩芽 斎藤真珠 Kim Hyun Kyoung Kim Jun Oh Choi Ga Hyun ビッグオウル | 永井泰平                                | 9月3日        |
| 第11話 | 左足         | いよく直人 | 中村憲由          | 中村憲由                   | Nyki Ikyn 片岡恵美子 西川真人 赤尾良太郎 飯飼一幸 美空                                                            | 杉村苑実                                | 9月10日       |
| 第12話 | 孤高         | 広田光毅   | 中村憲由          | 熨斗谷充孝                 | 山本径子 蕭宇庭 桝井一平 清水恵蔵                                                                                 | 永井泰平                                | 9月17日       |
| 第13話 | 始まり       | 広田光毅   | 中村憲由 今中菜々 | 中村憲由 北村淳一 今中菜々 | Nyki Ikyn 桑谷伊智 西川真人 飯飼一幸 竹澤清貴 山村俊了 張益 宮崎麻美                                              | 秋山由樹子 杉村苑実 谷津美弥子 北村淳一 | 9月24日       |

#### 放送局 (Goal to the Future)
| 放送期間               | 放送時間                     | 放送局     | 対象地域   | 備考                                            |
| ---------------------- | ---------------------------- | ---------- | ---------- | ----------------------------------------------- |
| 2022年7月2日 - 9月24日 | 土曜 23:30 - 日曜 0:00       | AT-X       | 日本全域   | 製作参加 / CS放送 / 字幕放送 / リピート放送あり |
| 2022年7月3日 - 9月25日 | 日曜 22:00 - 22:30           | TOKYO MX   | 東京都     |                                                 |
| 2022年7月4日 - 9月26日 | 月曜 0:30 - 1:00（日曜深夜） | テレビ静岡 | 静岡県     | リピート放送あり                                |
| 2022年7月5日 - 9月27日 | 火曜 1:59 - 2:29（月曜深夜） | 読売テレビ | 近畿広域圏 | 『MANPA』第1部                                  |
| 2022年7月6日 - 9月28日 | 水曜 23:30 - 木曜 0:00       | BS日テレ   | 日本全域   | 製作参加 / BS/BS4K放送 / 『アニメにむちゅ〜』枠 |
| 2022年7月7日 - 9月29日 | 木曜 0:30 - 1:00（水曜深夜） | BSフジ     | 日本全域   | 製作参加 / BS/BS4K放送 / 『アニメギルド』枠     |

| 配信開始日    | 配信時間           | 配信サイト |
| ------------- | ------------------ | --- |
| 2022年7月3日  | 日曜 22:00 更新    | ひかりTV |
| 2022年7月8日  | 金曜 22:00 更新    | dTV アニメタイムズ |
| 2022年7月10日 | 日曜 22:00 更新    | ABEMA ytv MyDo! TVer GYAO! FOD dアニメストア ニコニコチャンネル Amazon Prime Video U-NEXT アニメ放題 ビデオマーケット music.jp GYAO!ストア バンダイチャンネル Rakuten TV TELASA J:COMオンデマンド milplus |
|               | 日曜 22:30 - 23:00 | ニコニコ生放送 |
| 2022年7月12日 | 月曜 更新          | auスマートパスプレミアム |
| 2022年7月14日 | 木曜 12:00 更新    | HAPPY!動画 |

## 実写映画版
1994年3月12日、松竹系にて公開された。男性アイドルグループSMAPがメインで、監督は大森一樹である。
撮影に使用されたのは原作の掛川市の高校ではなく、当時新設校であった神奈川県の公文国際学園。舞台挨拶も東京都区部の松竹系映画館で実施された（なお、当時の掛川市には映画館がなかった）。
2006年秋頃、ホットペッパーのTVCMに、この作品の映像が使われた。
2010年1月4日には『SMAP伝説の映画「シュート！」 スマスマ史上最大の生放送直前一挙公開SP』として、15:00 - 17:54（JST） にフジテレビと一部系列局でHDリマスター版が放送された。ただし、映画自体の放送は15:10 - 17:18までで、その前後には同日放送された『SMAP×SMAP '10 史上最大4時間半生放送! 新春ドリームスペシャル』の事前番組を放送。
なお、本作には1996年にSMAPから脱退し、グループ活動末期まで長年テレビでメンバー当時の姿が映されることすらなかった森且行が出演しているが、上記の再放送では出演シーンはカットされず、DVDも発売されている。

### キャスト
- 田仲俊彦 - 中居正広 (SMAP)
- 久保嘉晴 - 木村拓哉 (SMAP)
- 馬堀圭吾 - 稲垣吾郎 (SMAP)
- 白石健二 - 森且行 (SMAP)
- 神谷篤司 - 草彅剛 (SMAP)
- 平松和広 - 香取慎吾 (SMAP)
- 遠藤一美 - 水野美紀
- 北原美奈子 - 小高恵美
- 磯貝先生 - 古尾谷雅人
- 佐々木豊 - 井ノ原快彦（後にV6）
- 斉木誠 - 長野博（後にV6）
- 友情出演 - 堂本剛（KinKi Kids）、堂本光一（KinKi Kids）、前田耕陽（元男闘呼組）
- サッカー選手 - ラモス瑠偉、武田修宏、藤吉信次（共に当時・ヴェルディ川崎）
- 田仲の母 - 野際陽子（声の出演）

### 主題歌（実写映画）
- SMAP「泣きたい気持ち」

### 挿入歌（実写映画）
- SMAP
  - 心の鏡 (TV MIX)
  - 真夜中のMERRY-GO-ROUND
  - 負けるなBaby! 〜Never give up
  - Hey Hey おおきに毎度あり
- 木村拓哉
  - MR.LONELY

### スタッフ（実写映画）
- 原作 - 大島司
- 監督 - 大森一樹
- 製作 - 櫻井洋三、ジャニー喜多川
- プロデューサー - 田沢連二、椿宣和
- 脚本 - 橋本以蔵
- 撮影監督 - 高間賢治
- 録音 - 橋本泰夫
- 照明 - 上保正道
- 美術 - 金田克美
- 編集 - 池田美千子
- 助監督 - 藤嘉行、田村浩太朗
- スクリプター - 黒河由美
- 製作担当 - 中沢宣明
- ラインプロデューサー - 大里俊博
- 音楽 - 土方隆行
- スペシャル・サッカーアドバイザー - ラモス瑠偉
- 協力 - 日本サッカー協会、日本プロサッカーリーグ
- 製作協力 - ジャニーズ事務所
- 製作 - 松竹株式会社

## ゲーム

### 家庭用ゲーム機版
- スーパーファミコン版（発売元：KSS/アフェクト、価格：10800円）
- ゲームボーイ版（発売元：バンプレスト、価格：3980円、スーパーゲームボーイ対応）

いずれもアニメを題材とし、『蒼き伝説シュート！』のタイトルで発売された。スーパーファミコン版は原作通りのシナリオモードがメインで、原作ではダイジェスト的に済まされた試合も含め原作通りの対戦が組まれている。必殺シュートは時間周期で打てる方式で、アニメーションも挿入された。夏の大会では、「11人抜き」の場面はオートで行なわれ、決勝の藤田東戦は前半のみプレーしたあと自動的に敗退する。冬の選手権の静岡予選を優勝した所でクリアとなる。
ゲームボーイ版の内容は原作の冬の県大会編に相当するが、馬堀の代わりに久保を使用することもできる。セーブ機能は一切なく、パスワードでコンティニューする形式になっており、試合ごとに異なっている。試合前に特訓と称したミニゲームがあり、クリアすると必殺技の使用回数が一回増える。
タイトルを冠した上記の作品以外に、PlayStation版『コンビネーションプロサッカー Jリーグの監督になって世界をめざせ!』に、作中のユース代表ドイツ遠征メンバーのうち背番号の分かっている14名と、久保、馬堀の16名が実名で登場している。

### 携帯電話向け
- Mobageソーシャルゲーム『仲間×奇跡！シュート』（開発：クルーズ）
- GREEソーシャルゲーム『シュート！〜新たなる奇跡〜』（開発：gumi）
- Androidアプリ『シュート！〜蒼き挑戦〜』（開発：menue）

### コラボレーション
- Android/iOSアプリ『実況パワフルサッカー』（開発:コナミデジタルエンタテインメント）

本作とコラボレーションしたシナリオ「シュート！掛川高校」が2017年7月5日から配信されている。シナリオでは期間限定ルートや期間外でもデッキによっては、原作とは違い久保が生存している状態で全国制覇を目指すことが可能である。
- Android/iOSアプリ『eFootball ウイコレ CHAMPION SQUADS』（開発:コナミデジタルエンタテインメント）

本作の漫画・アニメのキャラクターがコラボカードとして登場した。

## モーションコミック
2019年2月に無料通話アプリ「BEAT」にて配信されている。吹き出しのテキストと音声は多国語に対応している。

## 余録
- 日本プロサッカーリーグに所属するチームは作中では最初は「読日」といった偽名で語られていたが第一部の鶴ヶ崎戦の氷室の台詞（なぜヴェルディがマリノスに勝てないかわかるか?）から正式名称に変更された。
- 作中では、2010 FIFAワールドカップがナイジェリアで開催されることになっている（実際は、南アフリカ共和国で開催された）。
- 本作品は、「死の準備教育」が一般に認知されるきっかけとなった作品として挙げられることもある。
- 最終章でもある「シュート!!新たなる伝説」の12巻には地元静岡出身の小野伸二と高原直泰が実名で登場。小野伸二は、掛川トリオと対決を行い、彼らを圧倒した。その後は掛川vs九里浜の試合を観戦に訪れ、ヴィリーたちと会話をするシーンも描かれた。
- 平松の得意技ダブルヒールに憧れたプロサッカー選手松井大輔は、実際にフランスリーグの公式戦で試み、成功した[176]。
- 映画版の監督の大森一樹が2022年11月に急逝する直前に、映画の主演をした木村拓哉とSMAPの当時のエピソードについて取材を受け、インタビューは没後の文藝春秋2023年1月号に掲載された[177]。